# عقاب رخماء
العُقَاب الرَّخْمَاء أو العُقَاب الصَّلْعَاء أو العُقَاب الغَرَّاء أو الرَّخْمَاء أو الأَخْوَق (الاسم العلمي: Haliaeetus leucocephalus) هي إحدى الطيور الجارِحة المُتواجدة في أَمرِيكا الشَّمالِيَّةِ. وهي عقاب بَحر لها نَوعانِ فَرعِيَّانِ معرُوفانِ وتُشكِّلُ زوجًا نوعيًا مع العقاب بيضاء الذنب (الاسم العلمي: Haliaeetus albicilla). يشملُ نِطاقُ تواجُدِهِا مُعظمَ كندا وألاسكا، والوِلاياتِ الأمريكية الْمُتجاوِرةِ كلها، وشمال المكسيك. توجد بالقرب من المسطحات الكبيرة من المياه المفتوحة لتوافر الغذاء والأشجار القديمة للتعشيش. وهي متغذٍ انتهازي تعتمد اعتمادًا رئيسًا على السُمُوك التي تنقض عليها وتنتزعها من الماء بمخالبها. تبلغ النضج الجنسي عند سن أربع إلى خمس سنوات، وتبني أكبر عش لأي طائر في أمريكا الشمالية وأكبر أعشاش شجرية سُجلت على الإطلاق لأي نوع من أنواع الحيوانات، يصل عمقها إلى 4 أمتار، وعرضها 2.5 مترًا، ووزنها طنًا.
ليست العِقبان الرخماء في الواقع صلعاء؛ فالاسم مُشتق من المعنى الأقدم لكلمة «رأس أبيض». منقار العقاب الرخماء كبير ومعقوف ولون البالغ منها بني مع رأس وذيل أبيض. يكون كلا الجِنسينِ مُتماثِلانِ فِي الرِّيش، لكن الإناث أكبر بنحو 25% من الذكور.
العقاب الرخماء هي الطائر الوطني للولايات المتحدة الأمريكية، لذلك يظهر  على ختم الدولة. في أواخر القرن العشرين كانت على شفا الانقراض في الولايات الأمريكية المتجاورة. مُنذ ذلك الحين، تعافت الأعداد وأزيل الصنف من قائمة الحكومة الأمريكية للأنواع المهددة بالانقراض في 12 يوليو 1995 ونقلت إلى قائمة الأنواع القابلة للتهديد. كما أزيلت من قائمة الأنواع المُهددة بالانقراض والقابلة للتهديد في الولايات المتجاورة في 28 يونيو 2007.

## الوصف

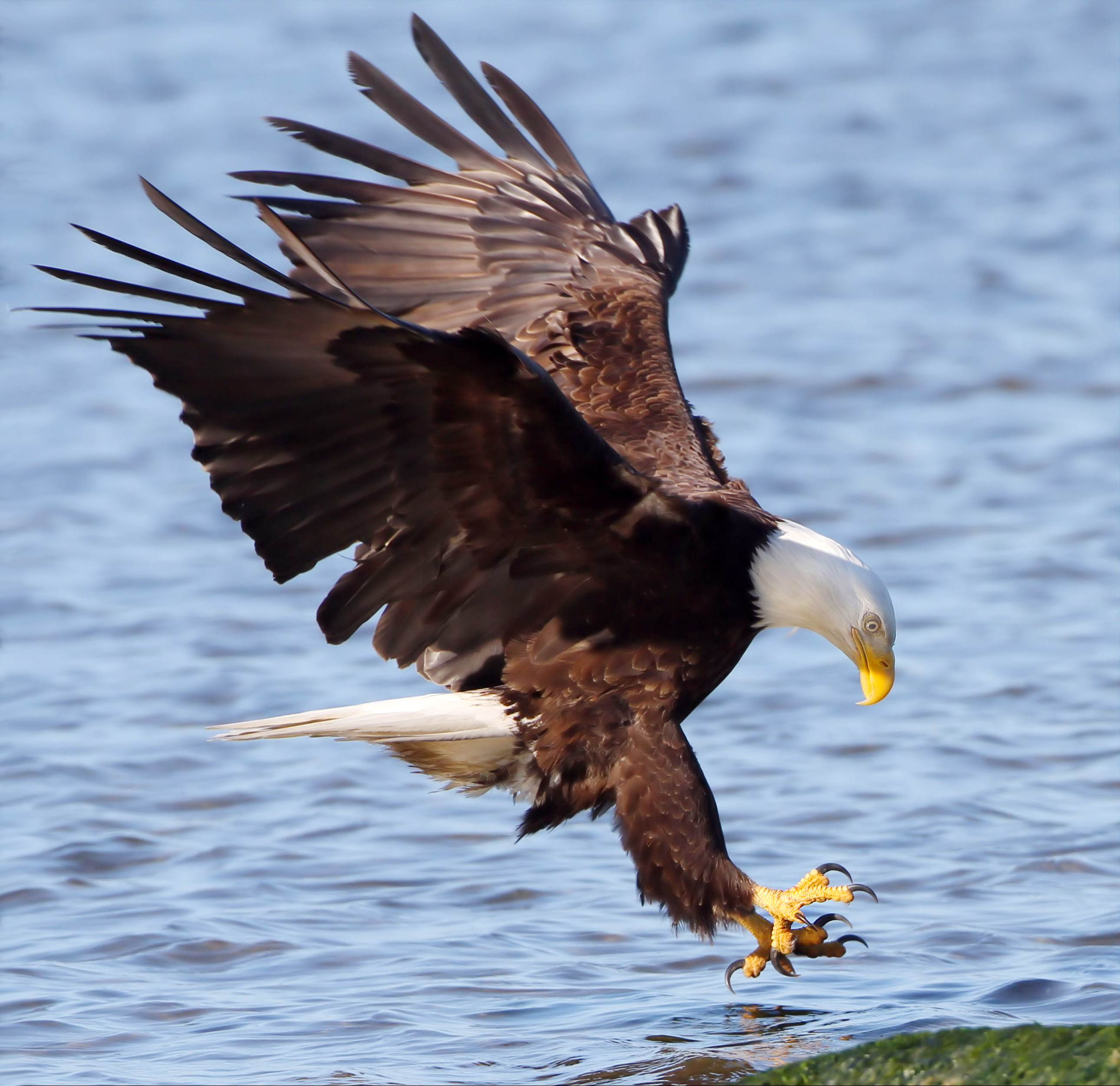
عُقاب رخماء بالغ لاحظ لون الريش البني ولون الرأس والذيل الأبيضان.

ريش العُقاب الرخماء البالِغ بُنِي غامِقٌ بِشكلٍ متساوٍ مع رأس وذيل أبيضان. الذَّيلُ طوِيل بِشكل مُعتدِل على شَكل إسفين نوعًا ما. تتماثل الذُّكورُ والإِناثُ فِي تلوينِ الرِّيشِ، لكن ازدِواجُ الشَّكلِ الجِنسِيِّ واضح في النوع حيثُ تكون الإناث أكبر بنسبة 25% من الذكور. المنقار والقدمان والقُزحية صفراء زاهية. الأرجل خالية من الريش وأصابع القدم قصيرة وقوية ذات مخالب كبيرة. تَستخدم مخلب إصبع القدم الخلفي عالي التطور لاختراق المناطق الحيوية للفريسة بينما تُثبت الفريسة من خلال أصابع القدم الأمامية. المنقار كبير ومعقوف وله غشاء منقاري أصفر. لا لبس في تحديد العُقاب الرخماء البالغ في نطاقه الأصلي.

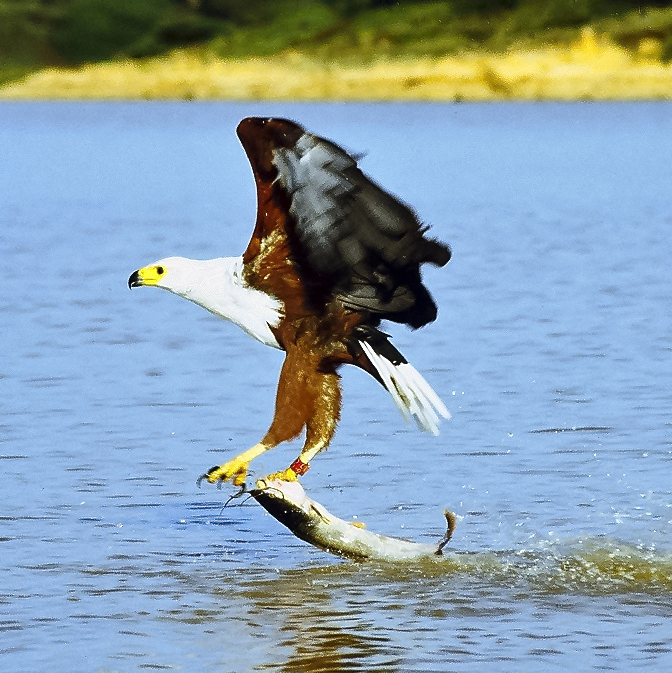
عُقاب صيَّاحة أفريقيَّة

لدى العُقاب الصيَّاحة الأفريقيَّة (الاسم العلمي: Haliaeetus vocifer) القريبة جدًا للعقاب الرخماء (بعيدًا عن نطاق العقاب الرخماء) جسم بُنيّ أيضًا (وإن كان لونها أحمر إلى حد ما)، ورأس وذيل أبيضان، ولكنه تختلف عن العُقاب الرخماء في امتلاكها صدرًا أبيضًا ورأس منقار أسود.
يكون ريش العُقاب غير الناضجة بُني داكن مُغطى بخطوط بيضاء فوضوية الشكل تبقى حتى السنة الخامسة (نادرًا الرابعة، ونادرًا جدًا الثالثة)، عندما تصل إلى مرحلة النضج الجنسي.
يمكن تمييز العِقبان الرخماء اليافعة عن العقاب الذهبية (الاسم العلمي: Aquila chrysaetos)، وهي الطائر الوحيد الكبير جدًا غير النسريّ في أمريكا الشمالية، إِذْ تمتلك الأولى رأسًا أكبر وأكثر بروزًا بمنقار أكبر وأجنحة أكثر استقامة مُسطحة الشكل (غير مرتفعة قليلاً) وتتميز بضربات جناح أقوى وريش لا يُغطي الساقين تمامًا. عند النظر إليها جيدًا، تكون العقاب الذهبية مميزًة في الريش بلون بني دافئ أكثر صلابة من العُقاب الرخماء غير الناضجةُ، مع رقعة ذهبية ضاربة إلى الحمرة على مؤخرة رأسها ولديها (الطيور غير الناضجة منها) مجموعة مُتناقضة للغاية من المربعات البيضاء على الجناح. السِمة الأخرى التي تميز العُقاب الرخماء اليافعة عن تلك الناضجة منها هي منقاره ذُو الرأس الأسود والأصفر؛ حيثُ يكون لدى العُقاب الناضجة منقار أصفر بالكامل. تُعتبر العُقاب الرخماء في بعض الأحيان أكبر الطيور الجارحة الحقيقية (الفصيلة البازيَّة (الاسم العلمي: Accipitridae)) في أمريكا الشمالية. النوع الأكبر الوحيد من الطيور الشبيهة بالطيور الجارحة هو كندور كاليفورنيا (الاسم العلمي: Gymnogyps californianus)، وهو من نسور العالم الجديد لا يُعتبر اليوم حليفًا تصنيفيًا للفصيلة البازية الحقيقية على العموم. ومع ذلك، فإن العُقاب الذهبية، بمتوسط 4.18 كجم، و63 سم، في طول وتر الجناح لدى النُويعة الكندية من العقاب الذهبية، هو أخف وزنًا 455 جم في متوسط كتلة الجسم ويتجاوز العقاب الرخماء في متوسط طول وتر الجناح بحوالي 3 سم. بالإضافة إلى ذلك، أبناء عمومة العُقاب الرخماء وثيقو الصِلة وهم عُقاب البحر بيضاء الذيل الأطول أجنحةً لكن بذيول أقصر والعُقاب البحريَّة لستيلر (الاسم العلمي: Haliaeetus pelagicus) الأكبر حجمًا، قد يصلون نادرًا إلى ألاسكا الساحلية من آسيا.
يبلغ طول جسم العُقاب الرخماء 70-102 سم. يتراوح طول الجناح النموذجي بين 1.8 و2.3م، وتتراوح الكتلة عادة بين 3 و6.3 كجم. الإناث أكبر بنحو 25% من الذكور، بمتوسط 5.6 كجم، ومقابل متوسط وزن الذكور 4.1 كجم.
يختلف حجم الطائر حسب الموقع ويتوافق عمومًا مع قاعدة بيرجمان، حيث يزداد حجم الصنف بعيدًا عن خط الاستواء والمناطق الاستوائية. على سبيل المثال، يبلغ متوسط كتلة العقبان من كارولاينا الجنوبية 3.27 كجم و1.88 م، في باع الجناح وهي أصغر من نظيراتها الشمالية. سجل أحد المرشدين الميدانيين في فلوريدا أحجامًا صغيرة مماثلة للعقبان الرخماء هُناك وتبلغ حوالي 4.13 كجم. من ناحية الحجم المتوسط، عُثِر على 117 من العُقاب الرخماء المهاجرين في الحديقة الوطنية الجليدية بمتوسط حجم 4.22 كجم؛ ولكن هذا كان في الغالب (رُبما بعد التشتت) من العقبان اليافعة، مع 6 بالغين يبلغ متوسط حجمهم 4.3 كجم. اكتشف أن العقبان التي تقضي فصل الشتاء في ولاية أريزونا (عادةً ما تكون الأوزان الشتوية هي الأعلى خلال العام حيث أنها مثل العديد من الطيور الجارحة تقضي أعلى نسبة من الوقت في البحث عن الطعام خلال فصل الشتاء) يكون متوسط حجمها 4.74 كجم. إن أكبر العقبان من ألاسكا، حيث قد تزن الإناث الكبيرة أكثر من 7 كجم، وتمتد بطول 2.44 م من الأجنحة. أظهر مسح لأوزان البالغين في ألاسكا أن وزن الإناث هُناك في المتوسط 5.35 كجم على التوالي، ووزن الذكور 4.23 كجم مقابل تلك غير البالغة التي بلغ متوسطها 5.09 كجم و4.05 كجم في الجنسين. تُعتبر العقاب الأنثى البالغة من ألاسكا ضخمًا ويزن حوالي 7.4 كجم. سجل ر.س. بالمر رقمًا قياسيًا يعود إلى عام 1876م في مقاطعة وايومنغ، نيويورك لعُقاب رخماء بالغ ضخم أطلق النار عليه وقيل أن قياس حجمها وصل إلى 8.2 كجم. من بين القياسات الخطية القياسية، يبلغ طول وتر الجناح 51.5-69 سم، وطول الذيل 23-37 سم، والرسغ من 8 إلى 11 سم. يقال إن طول المنقار يتراوح من 3 إلى 7.5 سم، في حين أن القياس من فجوة المنقار إلى طرفه هو 7-9 سم. حجم المنقار متغير بشكل غير عادي حيث أن عقبان ألاسكا يمكن أن يصل طول المنقار لديها إلى ضعف طول منقار «الطيور الجنوبية» (أي من جورجيا، لويزيانا، فلوريدا)، مع متوسط يبلغ بين الجنسين 6.83 سم، و4.12 سم بالنسبة لطول المنقار من هاتين المنطقتين على التوالي.
يتكون النداء من صوت متقطع ضعيف بزقزقة وصفير (كلييك كيك ايك ايك ايك)، تشبه إيقاع نداء النورس إلى حد ما. تميل نداءات الطيور الصغيرة إلى أن تكون أكثر قسوة وصرامة من تلك الصادرة عن البالغين.

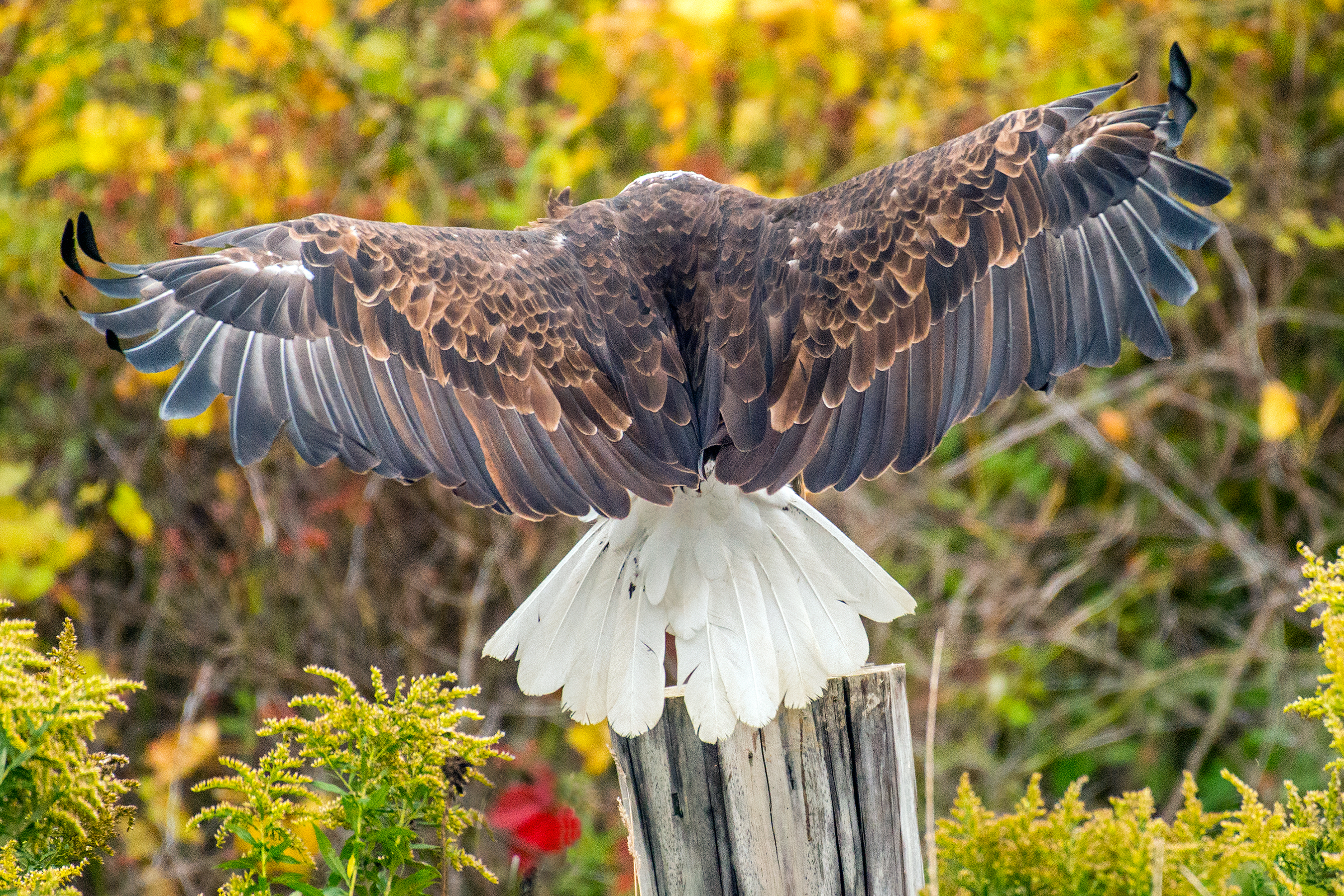
صورة تُبين أجنحة العُقاب الرخماء الضخمة
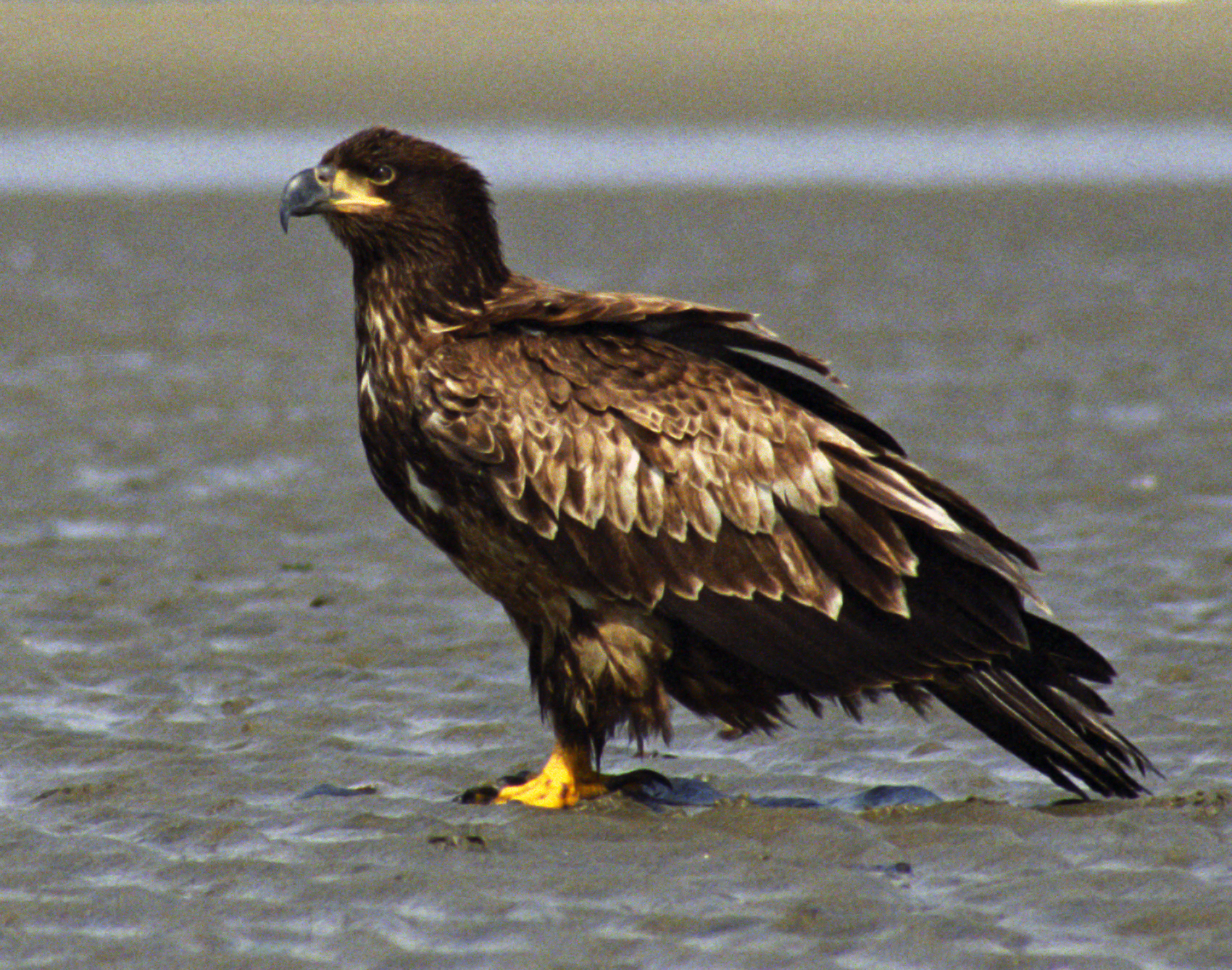
العُقاب الرخماء اليافعة
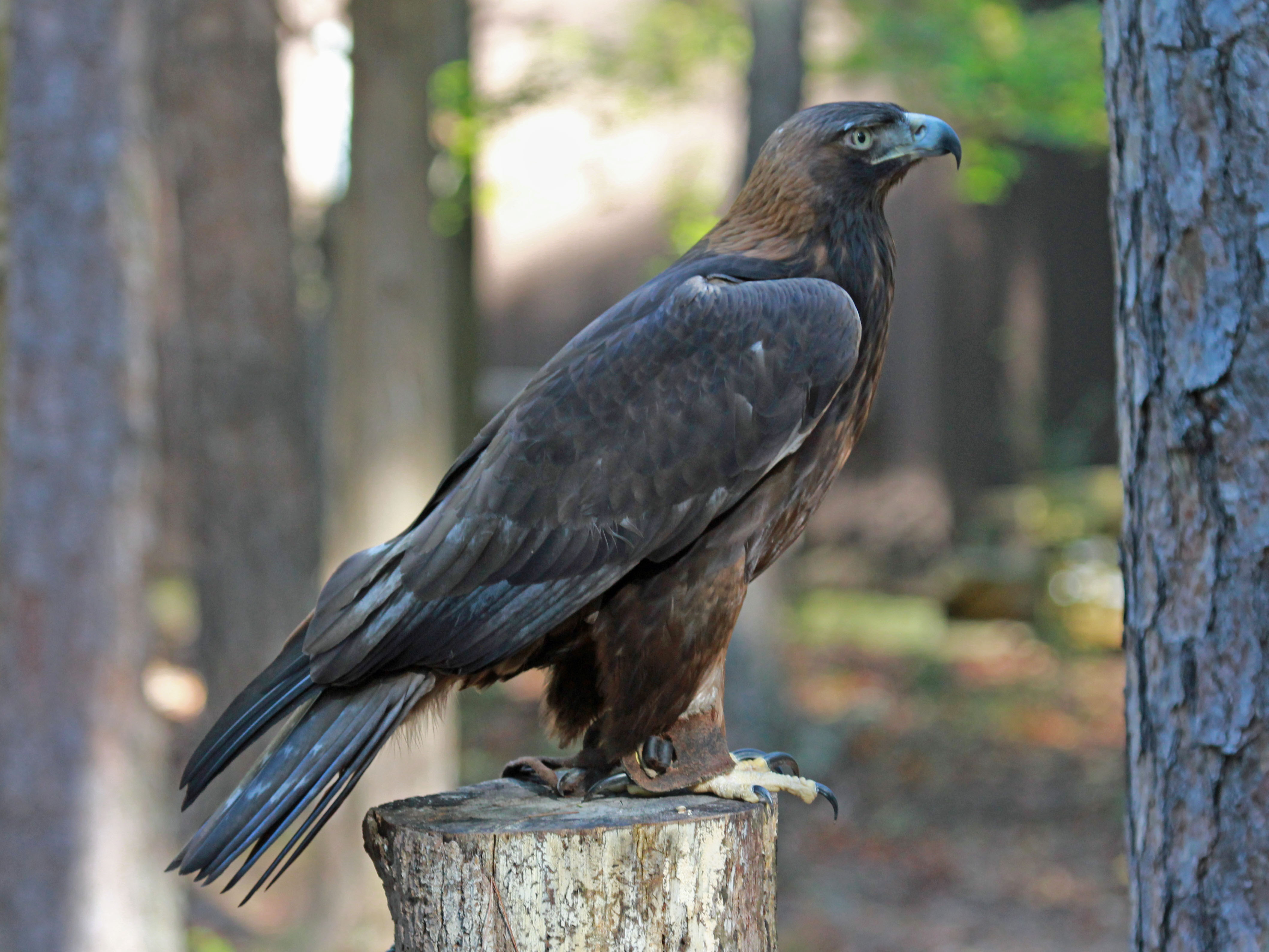
عُقاب ذهبية من النُويعة الكندية

## التَّصنِيف
تُصنف العُقاب الرخماء في جنس العِقبان البحرية (الاسم العلمي: Haliaetus)، وتحصل على كل من أسمائها الشائعة والعلمية المحددة من المظهر المُميز لرأس البالغ منها. كلمة «أصلع» في الاسم الإنجليزي لها تأتي من الاستخدام الأقدم للكلمة بمعنى «أبيض» بدلًا من «أصلع»، أي في إشارة إلى ريش الرأس والذيل الأبيضين وتباينهما مع الجسم الداكن. اسم الجنس هو من اللغة «اللاتينية الجديدة: Haliaeetus» (من اليونانية القديمة: ἁλιάετος، بالحروف الرومانية: haliaetos، أدبيا«عقاب البحرية»)، أما الاسم العلمي المحدد، «أبيض الرأس»، فهو لاتيني (اليونانية القديمة: λευκός، بالحروف اللاتينية: leukos، أدبيا «أبيض») و (κεφαλή ، kephalḗ، تعني «رأس»).

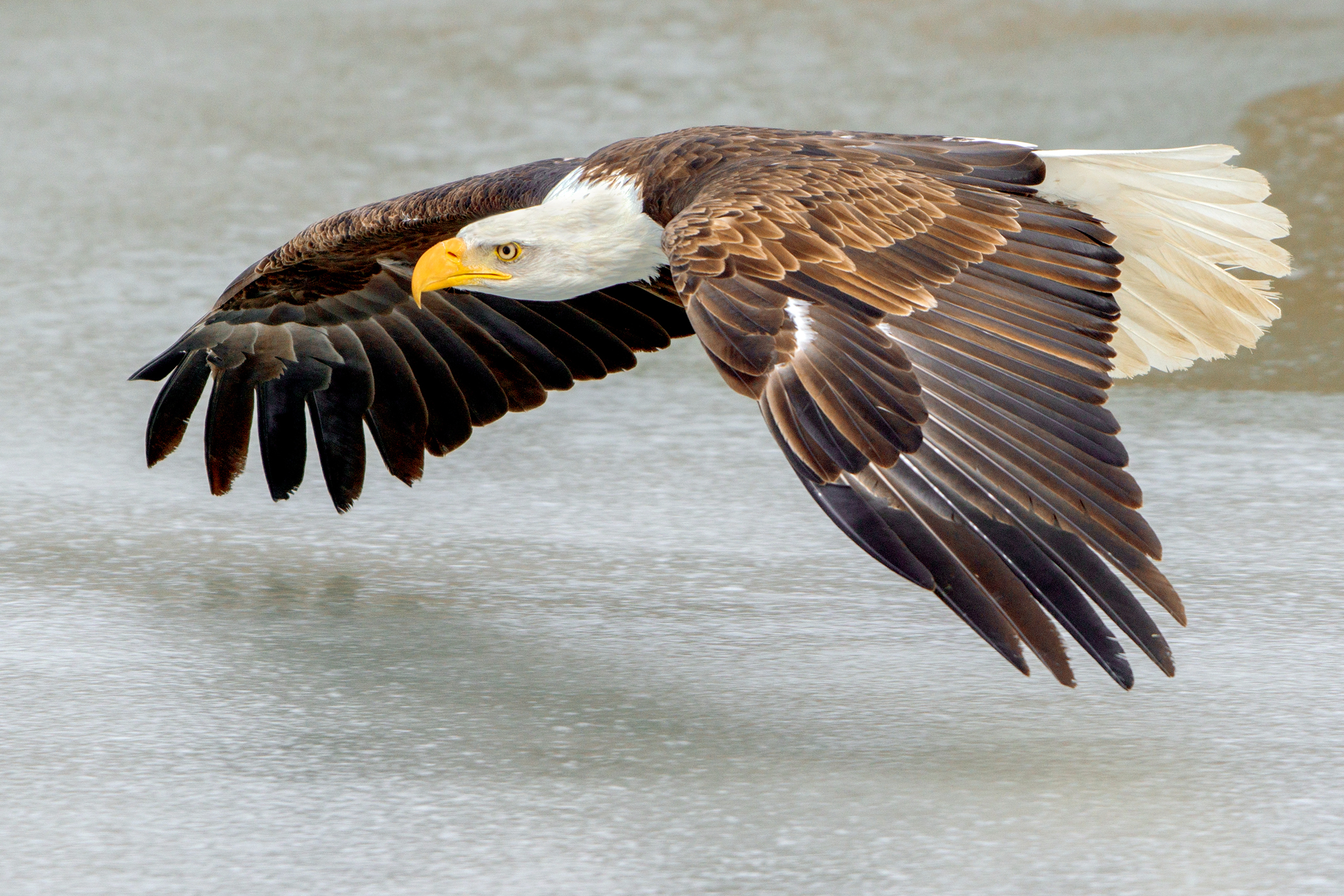
عُقاب رخماء في رحلة إلى أونتاريو- كندا.

كانت العُقاب الرخماء أحد الأنواع العديدة التي وصفها في الأصل كارولوس لينيوس في عمله: «نظام الطبيعة» الذي يرجع إلى القرن الثامن عشر، تحت اسم «الصقر أبيض الرأس.»
هُناك نوعان فرعيان متعارف عليهما من العُقاب الرخماء:
- النُويعة بيضاء الرأس (H. l. leucocphalus) (لينيوس، 1766): النُويعة النمطِيَّة، وتوجد في جنوب الولايات المتحدة وشبه جزيرة باخا كاليفورنيا.[39]
- النُويعة الواشنطنية (H. l. washingtoniensis) (أودوبون، 1827): مرادفها النُويعة الألاسكية التي سماها تاونسيند عام 1897، وهي النُوَيعة الشمالية وتكون أكبر من النُويعة الجنوبية النمطية بيضاء الرأس. توجد في شمال الولايات المتحدة وكندا وألاسكا.[14][39]

تُشكل العُقاب الرخماء زوجًا نوعيًا مع عُقاب البحر بيضاء الذيل (الاسم العلمي: Haliaetus albicilla). يتكون هذا الزوج النوعي من أنواع بيضاء الرأس وأخرى سمراء الرأس من نفس الحجم تقريبًا؛ لدى العُقاب بيضاء الذيل أيضًا ريش جسم بني شاحب إلى حد ما. يقوم النوعان بملئ نفس المكانة البيئية في نطاق كل منهما. تباعد الزوجان عن العِقبان البحرية الأخرى في بداية العصر الميوسيني المبكر (حوالي 10 ملايين سنة مضت) على أبعد تقدير، ولكن رُبما في وقت مبكر من العصر الأوليغوسيني، مليون سنة مضت، إذا عُيَّن أقدم سجل أحفوري بشكل صحيح إلى هذا الجنس.

## النِّطاق

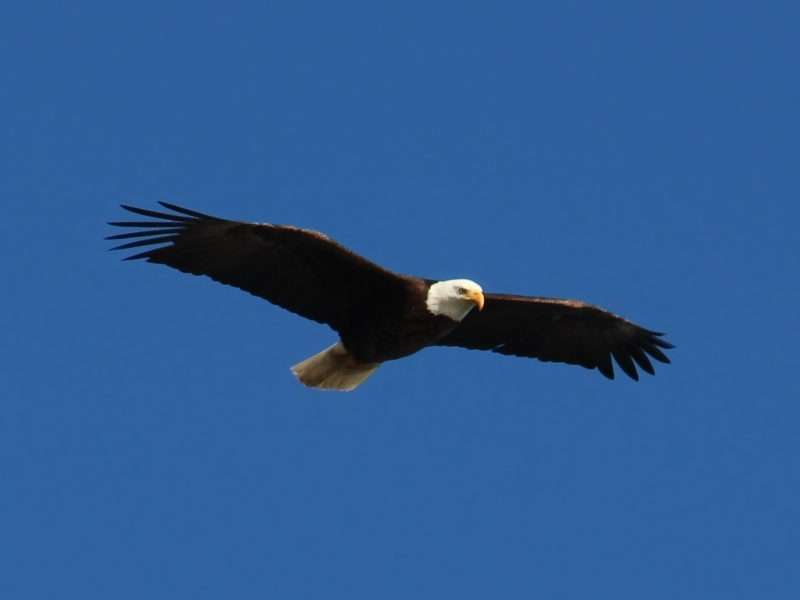
عقاب رخماء أثناء الطيران في منتزه يلوستون الوطني في وايومينغ.

يغطي النطاق الطبيعي للعُقاب الرخماء مُعظم أمريكا الشمالية، ومنها معظم كندا، وكل الولايات المتحدة القارية، وشمال المكسيك. وهي العُقاب البحري الوحيد المُتوطن في أمريكا الشمالية حيث تحتل موائل متنوعة من خليج لويزيانا إلى صحراء سونوران والغابات الشرقية المتساقطة في كيبك ونيو إنجلاند. تكون الطيور الشمالية مهاجرة، بينما تكون الطيور الجنوبية مقيمة، وتبقى في منطقة تكاثرها طوال العام. في الخمسينيات من القرن الماضي، كان يقتصر أقل نسبة لها إلى حد كبير على ألاسكا وجزر ألوشيان وشمال وشرق كندا وفلوريدا. خلال الفترة بين 1966-2015، زادت أعداد العُقاب الرخماء بشكل كبير خلال نطاقات التكاثر والشتاء، واعتبارًا من عام 2018، أصبحت أعشاش الأنواع في كل ولاية ومقاطعة قارية في الولايات المتحدة وكندا.
توجد غالبية العقبان الرخماء في كندا على طول ساحل كولومبيا البريطانية بينما توجد أعداد كبيرة في غابات ألبرتا وساسكاتشوان ومانيتوبا وأونتاريو. تتجمع العِقبان الرخماء أيضًا في مواقع معينة في الشتاء. من نوفمبر حتى فبراير، يقضي ألف إلى ألفي طائر شتائهم في سكواميش، كولومبيا البريطانية، في منتصف الطريق تقريبًا بين فانكوفر وويسلر. تتجمع الطيور بشكل أساسي على طول نهري سكواميش وتشيكاموس، وتجذبها سُمُوك السلمون التي تفرخ في المنطقة. تُلاحظ تجمعات مماثلة من العِقبان الرخماء الشتوية في البحيرات والأنهار المفتوحة، حيث تتوفر السُمُوك بسهولة للصيد أو القمامة، في شمال الولايات المتحدة.
كحدث نادر مرتين في أيرلندا؛ أُطلاق النار على عقاب فتي بشكل غير قانوني في فيرماناغ في 11 يناير 1973 ( في البداية تعرف عليها بشكل خاطئ على أنها عُقاب أبيض الذنب)، وقبض أيضًا على عقاب فتي منهك في كيري في 15 نوفمبر 1987.

## المَسكنُ الطَّبيعيُّ

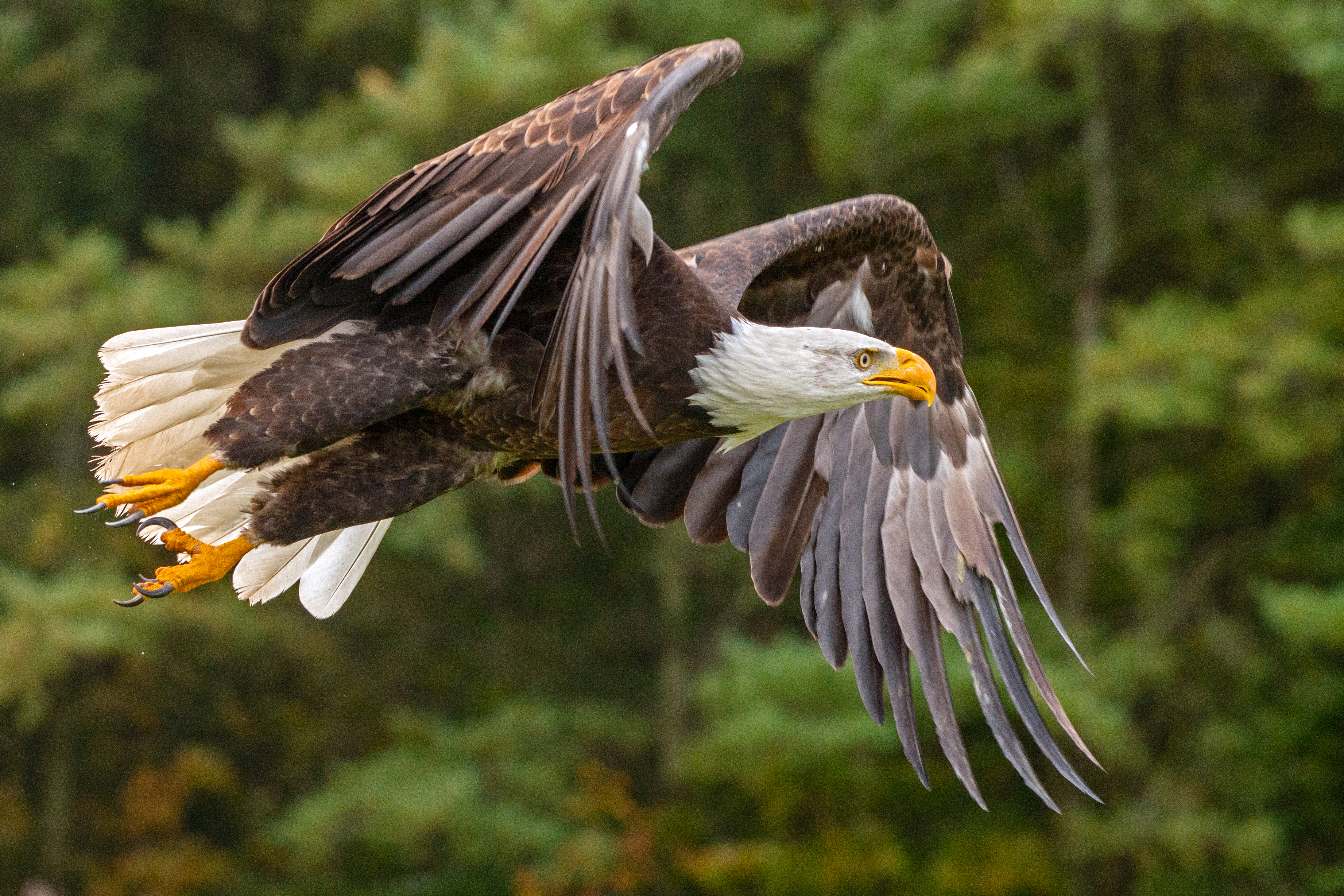
عقاب رخماء أثناء الطيران خلال عرض مرخص في أونتاريو في كندا.

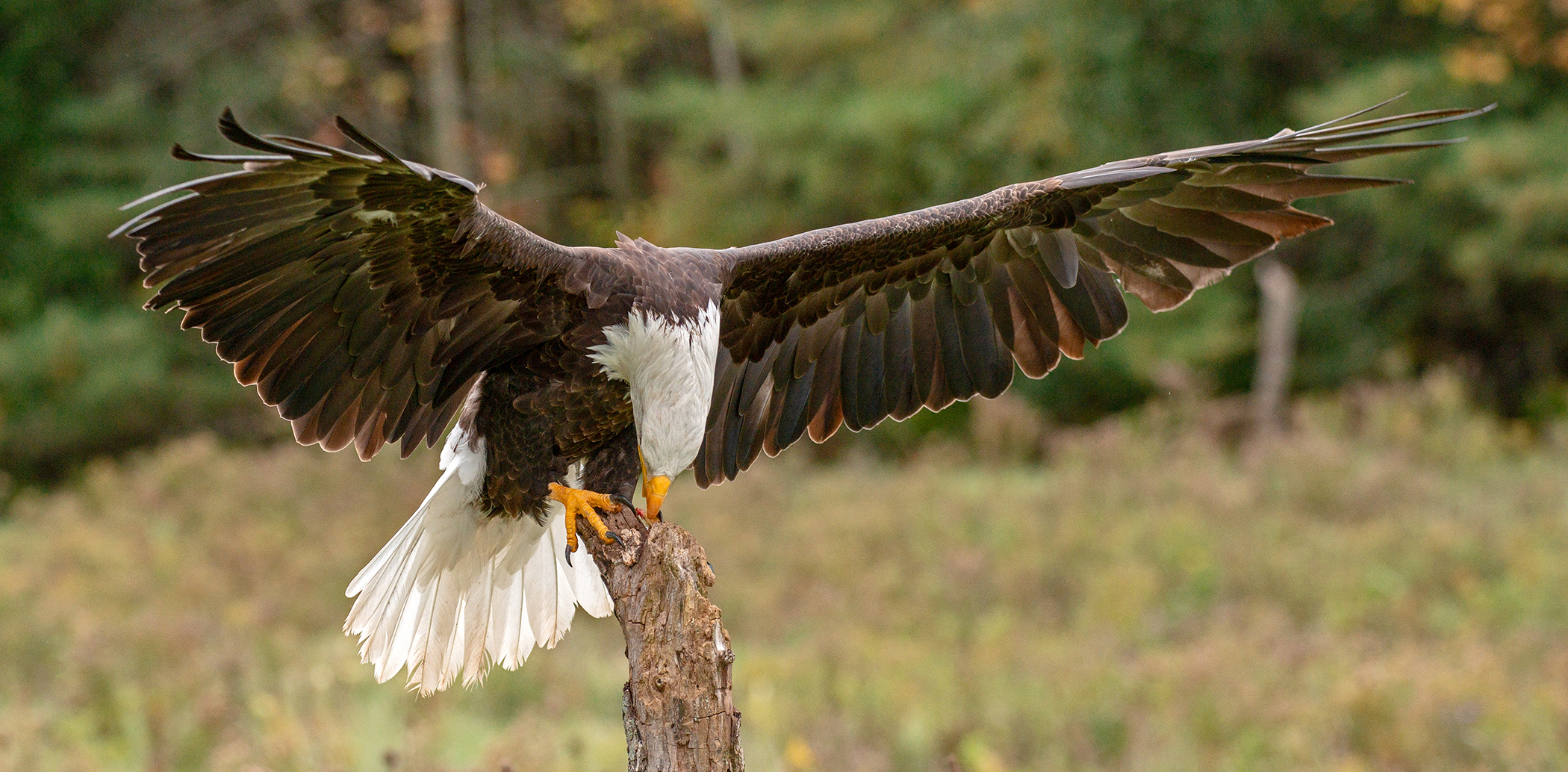
خلال التدريب في محمية كندا للجوارح وهي منظمة مُرخصة من مقاطعة أونتاريو.

تتواجد العُقاب الرخماء خلال موسم تكاثرها تقريبًا في أي نوع من موائل الأراضي الرطبة الأمريكية مثل السواحل البحرية أو الأنهار أو البحيرات الكبيرة أو المستنقعات أو غيرها من المسطحات الكبيرة من المياه المفتوحة مع وفرة من السُمُوك. أظهرت الدراسات تفضيله للمسطحات المائية التي يزيد محيطها عن 11 كم (7 ميل)، والبحيرات التي تزيد مساحتها عن 10 كم 2 (4 ميل مربع) والتي هي الأمثل لتكاثر العِقبان الرخماء.
عادةً ما تتطلب العُقاب الرخماء أشجارًا صنوبرية أو صلبة ذات نمو قديم وناضج للجلوس والتجثم والتعشيش. يُقال إن أنواع الأشجار أقل أهمية لزوج العقبان من ارتفاع الشجرة وتكوينها وموقعها. رُبما يكون أهم الأمور لهذا النوع وجود وفرة من الأشجار الكبيرة نسبيًا المحيطة بجسم الماء. يجب أن تتمتع الأشجار المختارة برؤية جيدة، وأن يزيد ارتفاعها عن 20 مترًا (66 قدمًا)، وبناء مفتوح، وقرب من أماكن الافتراس. إذا كانت أشجار التعشيش موجودة في المياه الراكدة كما هو الحال في مستنقعات القُرم (المانجروف)، فيمكن أن يكون العش منخفضًا إلى حد ما على ارتفاع 6 أمتار (20 قدمًا) فوق الأرض. فكمثال على شجرة نموذجية بشكل أكبر (للتعشيش)، قد تقع الأعشاش على ارتفاع 16 إلى 38 مترًا (52 إلى 125 قدمًا). في خليج تشيزبيك، بلغ متوسط قطر الأشجار التي تستخدم للتعشيش 82 سم (32 بوصة) و28 مترًا (92 قدمًا) في الارتفاع الكلي، بينما يبلغ متوسط شجرة التعشيش في فلوريدا 23 مترًا (75 قدمًا) ويبلغ ارتفاعها 23 سم (9.1 بوصة) في القطر. يبلغ متوسط ارتفاع الأشجار المستخدمة للتعشيش في منطقة يلوستون الكبرى 27 مترًا (89 قدمًا). يجب أن يكون للأشجار أو الغابة المستخدمة في التعشيش غطاء ظل لا يزيد عن 60%، ولا يقل عن 20%، وأن تكون قريبة من الماء. عُثر على معظم الأعشاش على بعد 200 متر (660 قدمًا) من المياه المفتوحة، حيث كانت أكبر مسافة مسجلة لعش العُقاب الرخماء من المياه المفتوحة أكثر من 3 كيلومترات (1.9 ميل) في فلوريدا.
غالبًا ما تكون أعشاش العُقاب الرخماء كبيرة جدًا لتساند حجم الطيور. عُثر على أكبر عش مسجل في فلوريدا في عام 1963م وكان قياسه بعرض 10 أقدام تقريبًا وعمق 20 قدمًا.
في فلوريدا، غالبًا ما تتكون موائل التعشيش من مستنقعات المانجروف، وشواطئ البحيرات والأنهار، وأراضي الصنوبر، والأخشاب المسطحة التي تغمرها المياه موسميًا، ومستنقعات الأخشاب الصلبة، والمروج المفتوحة والمراعي ذات الأشجار العالية المتناثرة. أشجار التعشيش المفضلة في فلوريدا هي أشجار الصنوبر المائل، وأشجار الصنوبر الطويلة الأوراق، وأشجار صنوبر الأراضي الطينية وشجر السرو، لكن بالنسبة للأراضي الجنوبية الساحلية فإن مستنقعات المانجروف هي أكثر استخدامًا. في وايومنغ، تعتبر بساتين غابات القطن الناضجة أو أشجار الصنوبر الطويلة الموجودة على طول الجداول والأنهار موائل تعشيش للعُقاب الرخماء. قد تسكن العِقبان وايومنغ أنواعًا من الموائل تتراوح من أشجار الصنوبر بونديروسا الكبيرة والقديمة إلى مساحات ضيقة من أشجار النهر المحاطة بالمراعي. في جنوب شرق ألاسكا، قدمت شجرة تنوب سيتكي (الاسم العلمي: Picea sitchensis) (من الفصيلة الصنوبرية) 78% من الأشجار التي تستخدمها العِقبان للتعشيش تليها أشجار الأتسوغة (الاسم العلمي: Tsuga) بنسبة 20%. على نحو متزايد، تعشش العِقبان في خزانات من صنع الإنسان مليئة بالسُمُوك.

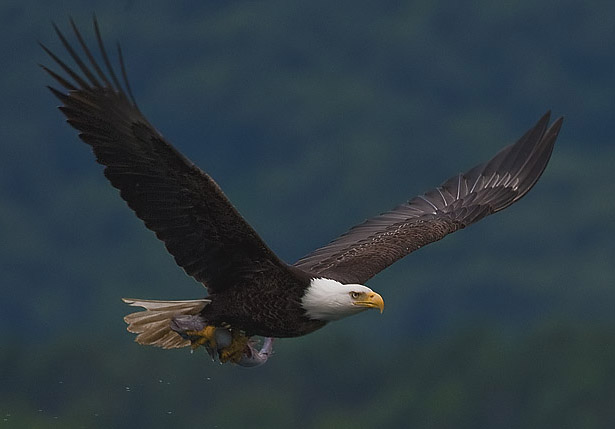
مع سمكة مصطادة حديثًا في كودياك.

عادةً ما تكون العُقاب الرخماء حساسة جدًا للنشاط البشري أثناء التعشيش، وتوجد بشكل أكثر شيوعًا في المناطق ذات الحد الأدنى من الإزعاج البشري. تختار المواقع التي تبعد ما يزيد عن 1.2 كم (0.75 ميل) من ازعاج بشري منخفض الكثافة وأكثر من 1.8 كم (1.1 ميل) من ازعاج بشري متوسط إلى عالي الكثافة. ومع ذلك، فإن العِقبان الرخماء تعشش في بعض الأحيان في مصبات الأنهار الكبيرة أو البساتين المنعزلة داخل المدن الكبرى، مثل جزيرة هاردتاك على نهر ويلاميت في بورتلاند، أوريغون أو محمية جون هاينز الوطنية للحياة البرية في تينيكوم في فيلادلفيا، بنسلفانيا، والتي تحيط بها كمية كبيرة من النشاط البشري. على عكس الحساسية المعتادة للإزعاج، انتقلت عائلة من العِقبان الرخماء إلى حي هارلم في مدينة نيويورك في عام 2010.
أثناء فصل الشتاء، تميل العِقبان الرخماء إلى أن تكون أقل ميلًا للمساكن الطبيعية وأقل حساسية للإزعاج. عادةً ما تتجمع في مناطق بها أماكن وفيرة للجثوم ومياه وفرائس وفيرة (في الأجواء الشمالية) ومياه غير مجمدة جزئيًا. بالتناوب، تقضي العِقبان الرخماء غير المتكاثرة أو التي تقضي فصل الشتاء، خاصة في المناطق التي تفتقر إلى الازعاجات البشرية، وقتها في الموائل الأرضية المرتفعة المختلفة أحيانًا بعيدًا جدًا عن الممرات المائية. في النصف الشمالي من أمريكا الشمالية (خاصة الجزء الداخلي)، يميل هذا السكن الأرضي من قبل العِقبان الرخماء إلى أن يكون سائدًا بشكل خاص لأن المياه غير المجمدة قد لا تكون متاحة.
غالبًا ما تتكون موائل الشتاء في المرتفعات من موائل مفتوحة مع تركيزات من الثدييات متوسطة الحجم، مثل البراري أو المروج أو التندرا أو الغابات المفتوحة التي تمكنها من الوصول المنتظم للجيف.

## السُّلُوك
العُقاب الرخماء طيّار قوي، وتحلق على تيارات الحمل الحراري (بالإنجليزية: Thermal). تصل سرعتها إلى 56-70 كم/ساعة (35-43 ميلاً في الساعة) عند الانزلاق والرفرفة، وحوالي 48 كم/ساعة (30 ميلاً في الساعة) أثناء حمل السُمُوك. وتتراوح سرعة غوصها بين 120-160 كم/ساعة (75-99 ميلًا في الساعة)، على الرغم من أنَّها نادرًا ما تغوص عموديًا. أما ما يتعلق بقدرتها على الطيران، فعلى الرغم من كونها أقل تكيفًا من الناحية الشكلية من العِقبان الذهبية مع الطيران الأسرع (خاصة أثناء الغطس)، إلا أن العُقاب الرخماء لديها القدرة على المناورة بشكل مٌدهش أثناء الطيران. رأى صائدو المكافآت الذين يطلقون النار من طائرات الهليكوبتر أن اصطياد عِقبان الرخماء أثناء الطيران أكثر صعوبة بكثير من العِقبان الذهبية لأنها ستلتفت أو تتراجع أو تغوص بمجرد اقترابها. سُجلت عِقبان الرخماء أيضًا وهي تلحق بالإوز ثم تنقض تحت الإوز أثناء الطيران فتنقلب وتدفع بمخالبها في صدر الطائر الآخر. العِقبان الرخماء رحّالة جزئيًا اعتمادًا على الموقع؛ إذا كانت أراضيها قادرة على الوصول إلى المياه المفتوحة فإنها تظل هُناك على مدار السنة، ولكن إذا تجمد الماء خلال فصل الشتاء مما يجعل الحصول على الطعام مستحيلاً، فإنها تهاجر إلى الجنوب أو إلى الساحل. تتعرض عدد من جماعات العِقبان لتشتت ما بعد التكاثر خاصة في اليافعين؛ فعقبان فلوريدا على سبيل المثال سوف تتشتت شمالاً في الصيف. تختار العُقاب الرخماء طرق الهجرة التي تستفيد من التيارات الدافئة، والتيارات الصاعدة، والموارد الغذائية. أثناء الهجرة، قد تصعد في التيار الدافئ ثم تنزلق لأسفل، أو قد تصعد في تيار صاعد ناتج عن الرياح ضد منحدر أو تضاريس أخرى. تحدث الهجرة بشكل عام خلال النهار، عادةً بين الساعات المحلية من الساعة 8:00 صباحًا وحتى الساعة 6:00 مساءً، عندما تنتج التيارات الدافئة عن الشمس.

## النِّظام الغذائي والتَّغذِية

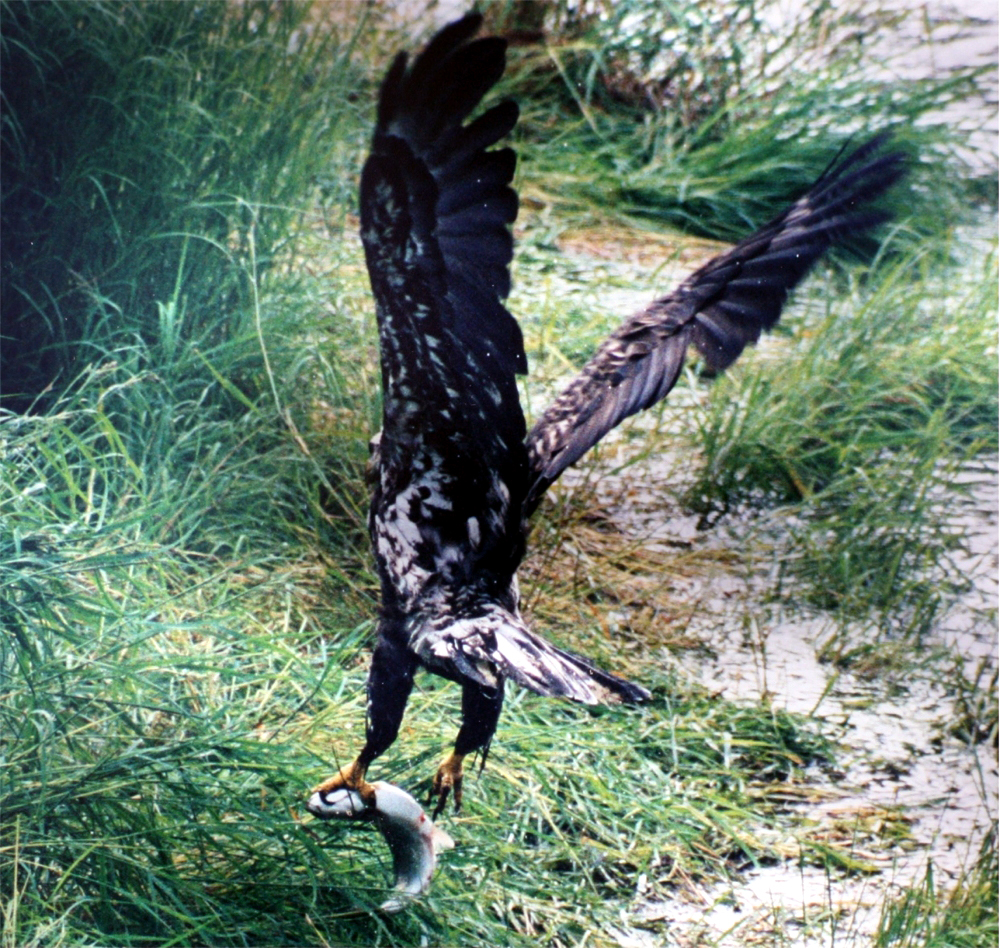
طير يافع مع سمكة سالمون في منتزه كاتماي الوطني.

العُقاب الرخماء هي آكل لحوم انتهازي لديها القدرة على أكل مجموعة كبيرة ومتنوعة من الفرائس. غالبًا ما تُشكل السُمُوك غالبية غذاء العُقاب في جميع أنحاء نطاقها. في 20 دراسة عن العادة الغذائية عبر نطاق الأنواع، شكلت السُمُوك 56% من النظام الغذائي للعقبان في مرحلة التعشيش وشكلت الطيور 28% والثدييات 14% والفرائس الأخرى 2%. من المعروف أن أكثر من 400 نوع تُضمَّن في نطاق فريسة العُقاب الرخماء، وهو أكثر بكثير مما يأخذه نظيره البيئي في العالم القديم، العقاب أبيض الذنب. على الرغم من انخفاض أعداده بشكل كبير، إلا أن العُقاب الرخماء قد يأتي في المرتبة الثانية بين جميع البازيات في أمريكا الشمالية، خلف الباز أحمر الذيل (الاسم العلمي: Buteo jamaicensis) قليلاً في عدد أنواع الفرائس المسجلة.

وهي تتغذى على سمك السلور وعدة سُمُوك أخرى، رسمة لجون جيمس اودوبون.

في جنوب شرق ألاسكا، تشكل السُمُوك حوالي 66% من النظام الغذائي على مدار العام للعِقبان الرخماء و78% من الفرائس التي يجلبها الوالدان إلى العش. اكتُشف أن العِقبان التي تعيش في مصب نهر كولومبيا في ولاية أوريغون تعتمد على السُمُوك في 90% من مدخولها الغذائي. وسجل ما لا يقل عن 100 نوع من السُمُوك في النظام الغذائي للعقبان الرخماء. ففي شمال غرب المحيط الهادئ، يُكون سمك السلمون والسَّلْمون المُرقَّط (بالإنجليزية: Trout) معظم النظام الغذائي للعِقبان الرخماء من أواخر الصيف وحتى الخريف. بينما تفترس عِقبان جنوب شرق ألاسكا إلى حد كبير سمك السلمون الوردي (الاسم العلمي: Oncorhynchus gorbuscha)، وسلمون كوهو (الاسم العلمي: Oncorhynchus kisutch)، ويشكل أكثر محليًا، السلمون السوكي، مع سمك السلمون من طراز شينوك (الاسم العلمي: Oncorhynchus tshawytscha) الذي قد تستهلكه كجيفة فقط نظرًا لحجمه الكبير (البالغ O. 18 كجم (26 إلى 40 رطلاً) من متوسط حجم البالغ منه). من الفرائس المهمة أيضًا في مصبات الأنهار والسواحل الضحلة لجنوب ألاسكا الرنجة المحيط الهادئ، ودسَّاس رمال المحيط الهادئ (الاسم العلمي: Ammodytes hexapterus) واليَلْقون أو سمكة الشمع (الاسم العلمي: Thaleichthys pacificus).
في مصب نهر كولومبيا في ولاية أوريغون، كانت أهم أنواع الفرائس هي السرطانات كبيرة الحجم (تشكل 17.3% من اختيارات الفرائس هُناك)، والشاد الأمريكي (الاسم العلمي: Alosa sapidissima) (نَوْع مِن السَّمَك وشكل 13%) والشبوط الشائع (الاسم العلمي: Cyprinus carpio) (شكل 10.8%). اكتُشف أنّ العِقبان التي تعيش في خليج تشيسابيك في ولاية ماريلاند تعيش إلى حد كبير على أحشاء الشاد الأمريكي، وسمك خطى الزعنفة الصدرية وسمك القاروس. ولوحظ أن عِقبان فلوريدا تفترس سمك السلور (الاسم العلمي: Siluriformes)، وغالبًا ما يكون سمك البلهد البني (الاسم العلمي: Ameiurus nebulosus) وأي نوع من الأنواع من جنس إكتالورس بالإضافة إلى البوري (الاسم العلمي: Mugilidae) والسلمون المرقط والسُمُوك الإبرية (الاسم العلمي: Belonidae) والأَنقَلِيس (الاسم العلمي: Anguilliformes). كانت تتغذى العِقبان التي تقضي فصل الشتاء على نهر بلات في نبراسكا بشكل رئيسي على أحشاء الشاد الأمريكي والشبوط الشائع. من خلال الملاحظة في نهر كولومبيا، صِيدت 58% من السُمُوك حية بواسطة العُقاب، و24% كانت نافقة و18% سُرِقت من الحيوانات الأخرى.
غالبًا ما تكون السُمُوك الفرائس التي تستهدفها العِقبان الرخماء كبيرة جدًا. عندما عرض الباحثون سُمُوكًا بأحجام مختلفة في موسم التكاثر حول بحيرة بريتون في كاليفورنيا، اختارت العِقبان السُمُوك التي يتراوح قياسها من 34 إلى 38 سم (13 إلى 15 بوصة) بنسبة 71.8%، وصيدت التي يتراوح حجمها بين 23 إلى 27.5 سم (9.1 إلى 10.8 سم) 25%. في أعشاش حول بحيرة سوبيريور، قُدر طول بقايا السُمُوك (معظمها سرطانات) بمتوسط 35.4 سم (13.9 بوصة) في الطول الإجمالي. في مصب نهر كولومبيا، قُدر طول معظم فرائس العِقبان ما بين 30 و60 سم (12 و24 بوصة)، ووصل طول سمك الشبوط (الاسم العلمي: Cyprinus carpio) المنقول إلى 86 سم (34 بوصة). وسُجل الكثير من السُمُوك البحرية الكبيرة مثل سمك هلبوت المحيط الهادئ (بالإنجليزية: Halibut) وسُمُوك القرش الليموني (الاسم العلمي: Negaprion brevirostris) بين فرائس العُقاب الرخماء، على الرغم من أنه من المحتمل أنها قد افترست كسمكة صغيرة أو يافعة أو جيفة.

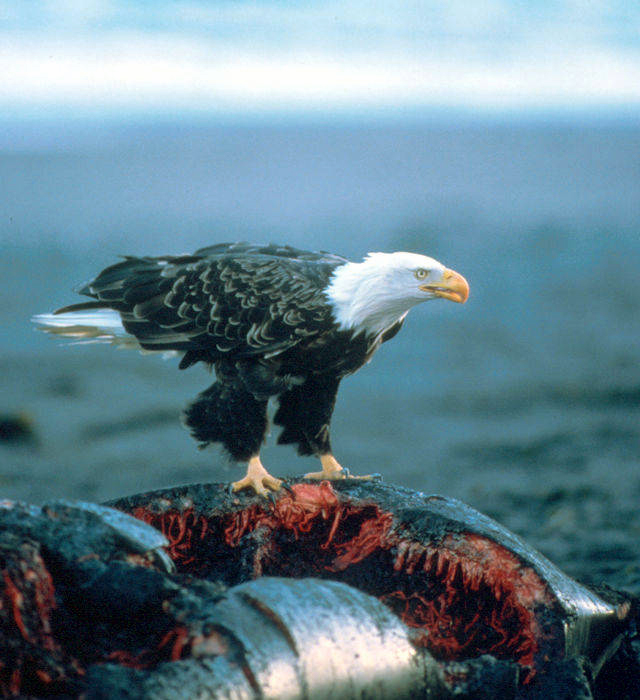
عقاب رخماء على جيفة حوت.

عادةً ما تُستهلك السُمُوك القاعية (بالإنجليزية: Demersal fish) (أي التي تسكن الأعماق) مثل سمك السلور بعد أن تموت وتطفو على السطح، على الرغم من أنها أثناء السباحة مؤقتًا في مكان مكشوف قد تكون أكثر عرضة للافتراس من معظم السُمُوك نظرًا لأن عيونها تتجه نحو الأسفل. كما تستغل العِقبان الرخماء بانتظام توربينات المياه التي تنتج سُمُوكًا ممزقة أو طائشة أو ميتة يمكن استهلاكها بسهولة. قد تتبع العقبان الحيوانات المفترسة التي تترك وراءها بقايا من السُمُوك الميتة التي تقتلها، مثل الدببة البنية والذئاب الرمادية (الاسم العلمي: Canis lupus) والثعالب الحمراء، من أجل البحث عن الحيوانات المقتولة بشكل ثانوي. عادةً ما يأكل العُقاب الرخماء جثث السلمون بشكل حصري تقريبًا بمجرد أن يموت سمك السلمون في شمال المحيط الهادئ بعد التسرئة (إلقاء بيض السمك). تحتاج العِقبان في واشنطن إلى استهلاك 489 جرامًا (1.078 رطل) من السُمُوك يوميًا للبقاء على قيد الحياة، حيثُ يُستهلك البالغون عمومًا أكثر من الصغار وبالتالي تقليل نقص الطاقة المحتمل وزيادة فرص البقاء على قيد الحياة خلال الشتاء.
تُعتبر الطيور البحرية (بالإنجليزية: Water bird) الأخرى ثاني أهم قاعدة فرائس للعِقبان الرخماء بعد السُمُوك. تتنوع مساهمة هذه الطيور في غذاء العُقاب اعتمادًا على كمية السُمُوك وتوافرها بالقرب من سطح الماء. يُمكن أن تشكل الطيور البحرية بشكل موسمي من 7% إلى 80% من فرائس العِقبان في مناطق معينة. بشكل عام، الطيور هي المجموعة الأكثر تنوعًا في سلسلة فرائس العُقاب الرخماء، حيثُ سجل 200 نوع من الفرائس. أُكلِت الطيور بانتظام وبشكل استثنائي في منطقة يلوستون الكبرى مثل السُمُوك على مدار العام، حيث شكلت مجموعتي الفرائس 43% من المدخول الغذائي المدروس. تشمل فريسة الطيور المفضلة طائر الغواص (الاسم العلمي: Gavia)، والبط، والنوارس، الأوك، ولبلشونيات، والبلشون الأبيض، والإوز.

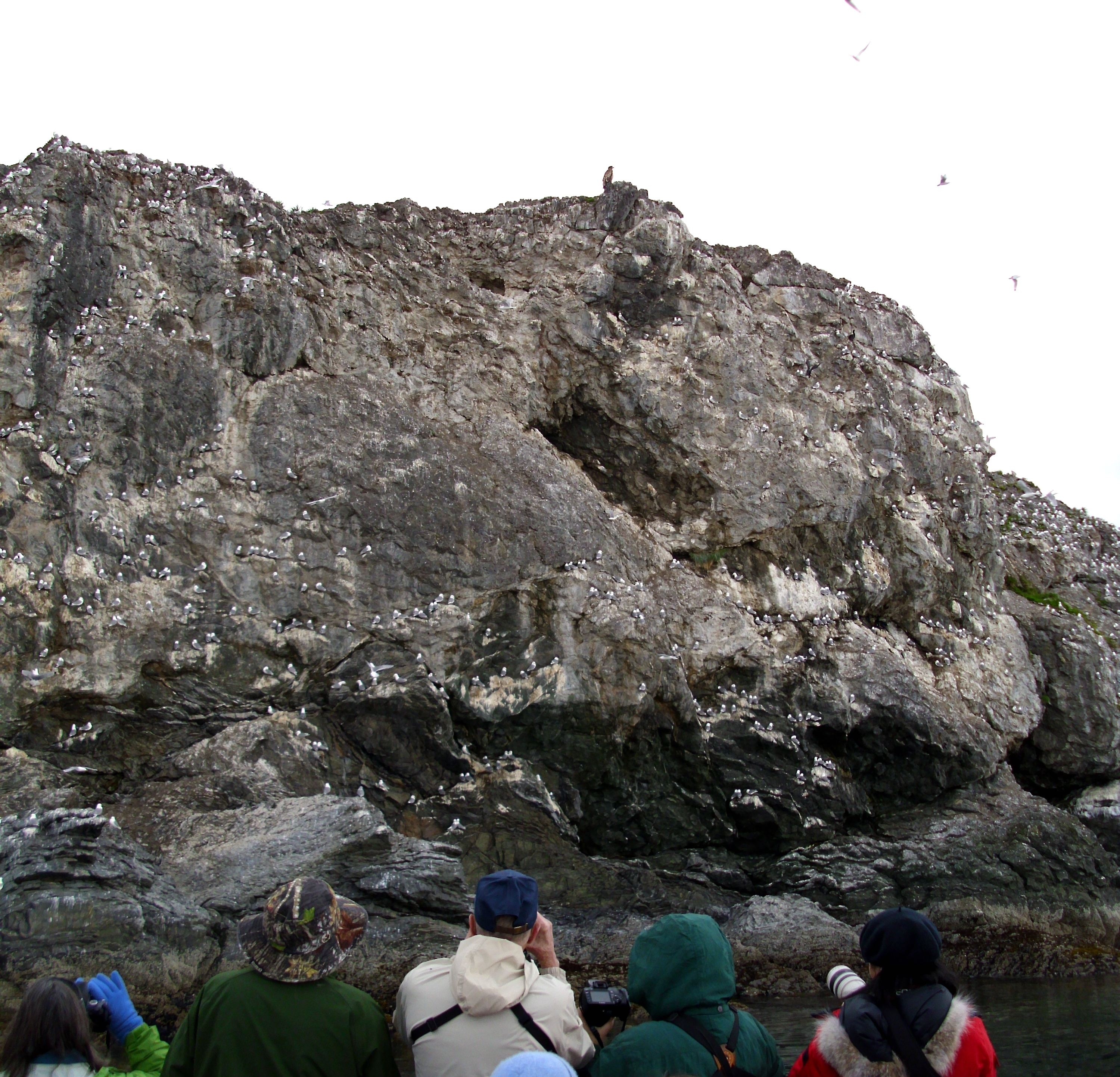
مستعمرة تعشيش في كيتيواكس وموراي مع عقاب رخماء.

تميل أنواع الطيور الأكثر تفضيلاً كفريسة من قِبَل العِقبان إلى أن تكون متوسطة الحجم، مثل طائر الغواص الغربي (الاسم العلمي: Aechmophorus occidentalis)، والبطّ البري (الاسم العلمي: Anas platyrhynchos)، وطائر الغرة الأمريكية (الاسم العلمي: Fulica americana)، حيث يُسهل نسبيًا على العِقبان الأكبر حجمًا صيدها والطيران بها. نورس الرنجة الأمريكي (الاسم العلمي: Larus smithsonianus) هو أنواع الطيور المفضلة لدى العِقبان التي تعيش حول بحيرة سوبيريور. أحيانًا ما تكون الطيور البحرية الكبيرة فريسة أيضًا، مع وجود الإوز الإمبراطوري (الاسم العلمي: Anser canagicus) الذي يقضي فصل الشتاء وإوز الثلج (الاسم العلمي: Chen caerulescens ) اللذان يتجمعان في مجموعات كبيرة وفي بعض الأحيان تصبح فريسة منتظمة. الطيور البحرية الكبيرة الأخرى التي تُصطاد من حين لآخر على الأقل من قِبَل العِقبان الرخماء، تضمنت طائر الغواص الشائع، وطيور النورس السوداء الظهر الكبيرة (الاسم العلمي: Larus marinus)، وطائر «الكُرْكيّ الكندي» (الاسم العلمي: Grus canadensis)، والبلشون الأزرق الكبير (الاسم العلمي: Ardea herodias)، وإوز كندا، والبجع البني، والبجعة الأمريكية البيضاء. قد تكون الطيور البحرية التي تعشش في جماعات معتزلة معرضة بشكل خاص للافتراس. نظرًا لسهولة الوصول وعدم وجود دفاع هائل عن العش من قِبَل هذه الأنواع، فإن العِقبان الرخماء قادرة على افتراس مثل هذه الطيور البحرية في جميع الأعمار، من البيض إلى البالغين الناضجين، ويُمكنها بشكل فعّال التخلص من أجزاء كبيرة من الجماعة المنعزلة.
على طول بعض أجزاء ساحل شمال المحيط الهادئ، تتغذى العِقبان الرخماء، التي كانت تاريخيًا تُفترس بشكل رئيسي سُمُوك عشب البحر (الاسم العلمي: Laminariales) وجراء قضاعة البحر، الآن بشكل أساسي على مستعمرات الطيور البحرية بسبب الانخفاض الحاد على أعداد السُمُوك (رُبما بسبب صيدها الجائر) وقضاعة البحر (السبب غير معروف)، مما يُسبب القلق بشأن الحفاظ على تواجد الطيور البحرية. بسبب هذا الافتراس الواسع، أعرب بعض علماء الأحياء عن قلقهم من أن طيور المِرّ (الاسم العلمي:  Colymbus aalge) تتجه نحو «تصادم من أجل الحفاظ» بسبب الافتراس الشديد للعِقبان. تُهاجم العِقبان أنواع الطيور البحرية النشطة ليلاً والتي تعشش في الجحور مثل طيور النوء وجلوم الماء عن طريق حفر جحورها والتغذي على جميع الحيوانات التي تجدها في الداخل. غالبًا ما تطير الطيور البحرية بعيدًا بشكل جماعي إذا طار العُقاب الرخماء بالقرب منها، على الرغم من أنها قد تتجاهل في حالات أخرى العُقاب الجاثم. إذا كانت الطيور المذكورة في مستعمرة، فإن هذا يُعرض بيضها وأعشاشها غير المحمية للكاسحات مثل النوارس. قد تتعرض فريسة الطيور في بعض الأحيان للهجوم في أثناء الطيران، ويمكن مهاجمة فريسة بحجم الإوز الكندي وقتلها في الجو. التقطت صور غير مسبوقة للعُقاب الرخماء في محاولة فاشلة لافتراس بجعة البواق كبيرة الحجم في منتصف طيرانها في عام 2012. بينما يفترس البالغون الطيور البحرية في كثير من الأحيان، تُستغل الطيور البحرية الشتوية المتجمعة في كثير من الأحيان من قِبل العِقبان غير الناضجة في طقس الشتاء القاسي. وسُجل أن العِقبان الرخماء قد تقتل طيورًا جارحة أخرى في بعض الأحيان. في بعض الحالات، قد تكون هذه هجمات منافسة أو تطفل على أنواع منافسة ولكنها تنتهي باستهلاك الضحية. من المعروف أن عُقبان الرخماء قد تفترس تسعة أنواع من البوم والبازيات. تراوحت أنواع فرائس البومة في الحجم من البوم الغربي إلى البوم الثلجي، وتشمل مجموعة الطيور الجارحة النهارية الأكبر حجمًا التي من المعروف أنَّها وقعت ضحية العقبان الرخماء طيور الباز أحمر الذيل، وصقور الشاهين، والباز الشمالي، والعقبان، والشماط السوداء والنسر الرومي.

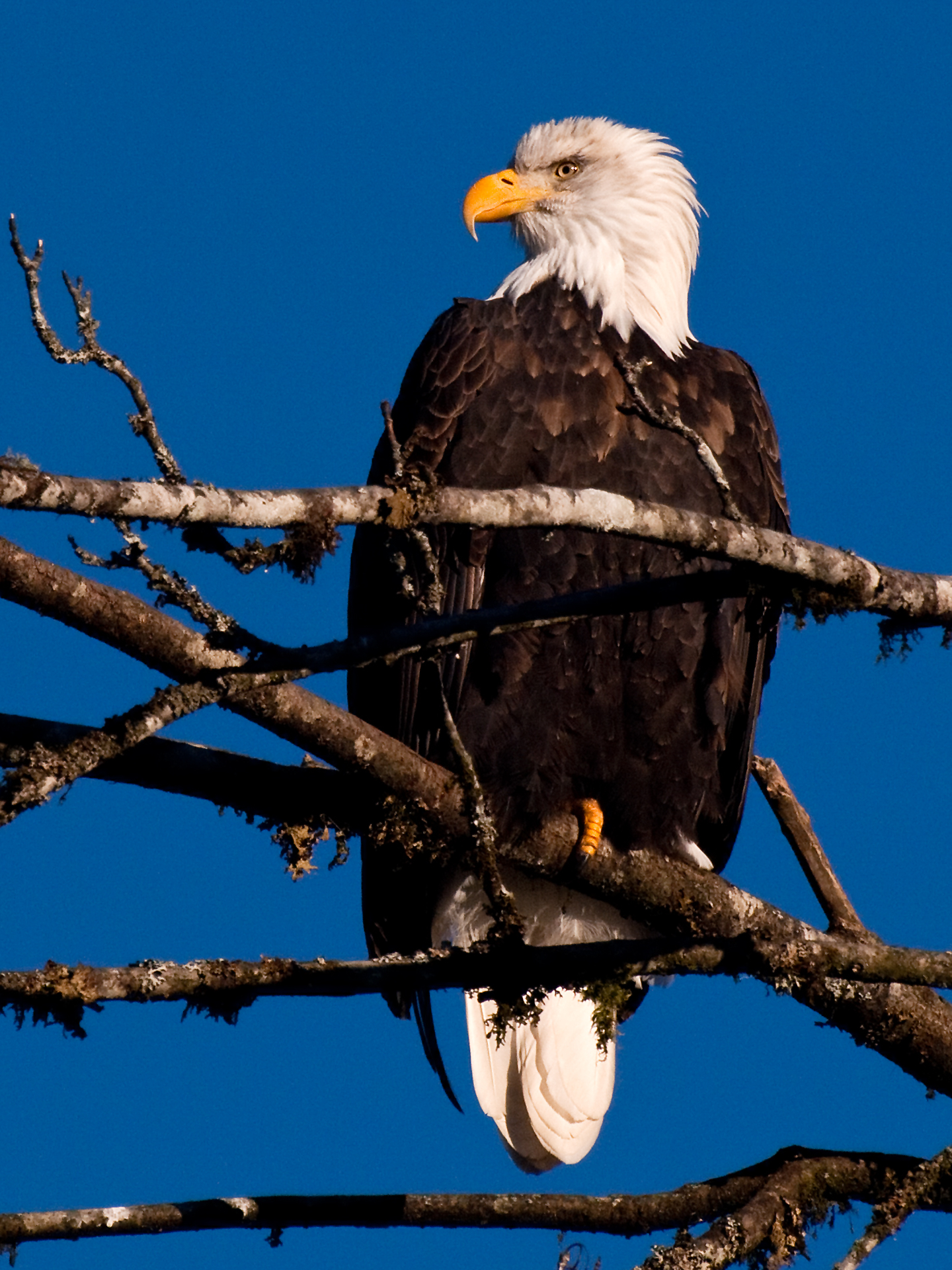
يافع في وادي سكاقيت في واشنطن، الولايات المتحدة الأمريكية.

تشمل فريسة الثدييات الأرانب، والأرانب البرية، والسناجب الأرضية، والراكون، وفئران المسك، والقنادس، والغزلان. غالبًا ما تُستهدف الثدييات حديثي الولادة أو الميتة أو المريضة أو التي أصيبت بالفعل. ومع ذلك، في بعض الأحيان تُهاجم الفريسة الأكثر صعوبة مثل الراكون البالغة والقنادس شبه البالغة. يُقال إن العُقاب الرخماء في منطقة خليج تشيزبيك هي المفترسات الطبيعية الرئيسية لحيوانات الراكون وهناك فرائس أخرى كبيرة نسبيًا من الثدييات يُعرف أن العُقاب الرخماء تأخذها (على الأقل نادرًا) وهي تشمل أبوسوم فيرجينيا (الاسم العلمي:  Didelphis virginiana)، وحيوان المدرع ذو التسعة أشرطة (الاسم العلمي: Dasypus novemcinctus)، والثعالب الحمراء والقطبية وثعالب القطب الشمالي والظربان المخططة. حتى أنه سُجل وشق بالغ بين فرائسها ولكن رُبما اقتات العُقاب عليه بعد موته (بطريقة الكسح). حيثما أمكن، يمكن أن توفر مستعمرات الفقمة الكثير من الطعام. تتغذى عادةً في الجزيرة المحمية بواشنطن على فقمات المرفأ بعد الولادة، والمواليد الميتة، وجراء الفقمة المريضة. وقد شكلت الأرانب الأوروبية في جزيرة سان خوان في واشنطن، وخاصة تلك التي قتلت في حوادث السيارات، ما يقرب من 60% من المدخول الغذائي للعقبان. أما في المناطق غير الساحلية في أمريكا الشمالية، قد تصبح العِقبان الرخماء الشتوية مفترسات معتادة للثدييات متوسطة الحجم التي توجد في المستعمرات أو التركزات المحلية، مثل كلاب البراري والأرانب البرية. مثل العقاب الذهبية، فإن العِقبان الرخماء قادرة على مهاجمة الأرانب البرية والأرانب من أي حجم تقريبًا. اتهمت العِقبان الرخماء والعقبان الذهبية أحيانًا بافتراس الماشية وخاصة الأغنام. هُناك عدد قليل من الحالات المؤكدة من افتراس الحملان وبعض العينات التي يصل وزنها إلى 11 كجم (24 رطلاً)، بواسطة العِقبان الرخماء، لكنها أقل ميلاََ لمهاجمة حمل سليم من العقاب الذهبي ويفضل كلا النوعين الفريسة الأصلية البرية ومن غير المرجح أن تسبب أي ضرر كبير لسبل معيشة الإنسان. هناك حالة واحدة لعقاب رخماء قتل وتغذى على نعجة بالغة حاملة (ثم انضم إلى أكل الفريسة ما لا يقل عن 3 عقبان أخرى)، والتي يزيد وزنها في المتوسط عن 60 كجم (130 رطلاً)، وهي أكبر بكثير من أي فريسة أخرى معروفة أُخذت بواسطة هذا النوع.
تؤخذ الفرائس التكميلية بسهولة إذا أتيحت لها الفرصة؛ ففي بعض المناطق قد تصبح الزواحف فريسة مُنتظمة، خاصةً المناطق الدافئة مثل فلوريدا حيثُ يكون تنوع الزواحف مرتفعًا ورُبما تكون السلاحف هي أكثر أنواع الزواحف التي تصطاد بانتظام. في ولاية نيو جيرسي الساحلية، تضمنت 14 من 20 أعشاشًا للعِقبان المدروسة بقايا سلاحف. كانت الأنواع الرئيسية التي عُثر عليها هي سلاحف المسك الشائعة (الاسم العلمي: Sternotherus odoratus )، والسلاحف الماسية الظهر (الاسم العلمي:  Malaclemys terrapin) والسلاحف النهاشة الصغيرة (الاسم العلمي: Macrochelys temminckii). افُترس البالغين الصغار والصغار بشكل أساسي في أعشاش نيوجيرسي هذه، ويتراوح طول درعها من 9.2 إلى 17.1 سم (3.6 إلى 6.7 بوصة). وبالمثل، سجلت العديد من السلاحف في النظام الغذائي في خليج تشيسابيك. تفترس الثعابين أيضًا من حين لآخر، خاصة تلك المائية جزئيًا، مثل البرمائيات والقشريات (جراد البحر وسرطان البحر بشكل كبير).
ينقض العقاب على الماء لصيد السُمُوك ويخطف السمك من الماء بمخالبه، وتأكل العُقبان عن طريق تثبيت السمكة في إحدى مخالبها وتمزق اللحم بالمخلب بالآخر. لدى العقبان تشكيلات على أصابع قدمها تسمى الشُّويكات وهي تسمح لها بالإمساك بالسُمُوك، ويوجد هذا التكيف أيضًا لدى العقاب النسري (الاسم العلمي: Pandion haliaetus). عقبان الرخماء لها مخالب قوية وقد سُجلت وهي تحلق ممسكة بغزال بغل بوزن 6.8 كجم (15 رطلاً)، وهذا الإنجاز الفذ هو الرقم القياسي لأثقل حمولة تُحقق منها لطائر. تُشير التقديرات إلى أن قوة إمساك العُقاب الرخماء (رطلا في البوصة المربعة) أكبر بعشر مرات من قوة الإنسان، حيث يمكن أن تطير عقبان الرخماء بسُمُوكٍ تساوي وزنها على الأقل ولكن إذا كانت السمكة ثقيلة جدًا بحيث لا يمكن رفعها، فقد يسحبها العقاب إلى الماء. قد يسبح العقاب إلى بر الأمان وفي بعض الحالات يسحب صيده على طول الشاطئ أثناء السباحة، لكن بعض العقبان تغرق أو تستسلم لانخفاض درجة حرارة الجسم. تزعم العديد من المصادر أن عُقبان الرخماء، لا يمكنها عادةً الطيران تحمل أكثر من نصف وزنها مثلها مثل جميع العقبان الكبيرة إلا إذا كانت مدعومة بظروف رياح مواتية. في حالات عديدة عندما تُهاجم فريسة كبيرة مثل السلمون أو الأوز البالغ، شُوهدت العقبان وهي تقوم بملامسة ثم سحب الفريسة في رحلة شاقة منخفضة فوق الماء إلى أحد الضفاف، حيث تقطع بعدها أوصال الفريسة وتنهيها. عندما يكون الطعام وفيرًا، يمكن للعقاب أن يلتهم بنفسه عن طريق تخزين ما يصل إلى 1 كجم (2.2 رطل) من الطعام في كيس في الحلق يُسمى الحوصلة ويسمح الالتهام للطائر بالصيام لعدة أيام إذا أصبح الطعام غير متوفر. من حين لآخر، قد تصطاد العِقبان الرخماء بشكل تعاوني عند مواجهة الفريسة وخاصة الفرائس الكبيرة نسبيًا مثل الأرانب البرية أو مالك الحزين، حيث يشتت أحد العقبان الفريسة المحتملة بينما يأتي الآخر وراءها من أجل نصب كمين لها. في أثناء صيد البحرية البحرية، تطير العِقبان الرخماء مرارًا وتكرارًا نحو هدف معين وتجعله يغوص غوصاً متكرراً على أمل إجهاد الفريسة حتى يمكن القبض عليها (سُجلت العقبان ذات الذيل الأبيض وهي تصطاد الطيور البحرية بالطريقة نفسها). عند صيد الفريسة التي رُكز عليها، غالبًا ما يؤدي الصيد الناجح إلى مطاردة العقبان الأخرى لعقبات الصيد وتحتاج إلى إيجاد جثم معزول لاستهلاك الفريسة إذا كان هناك قدرة على حملها بعيدًا بنجاح.
على عكس بعض أنواع العقبان الأخرى، نادرًا ما تتخذ العِقبان الرخماء فريسة مراوغة أو خطيرة بمفردها.حيثُ أنها تستهدف الفرائس التي تكون أصغر بكثير منها بشكل رئيسي، حيث تزن معظم السُمُوك الحية من 1 إلى 3 كجم (2.2 إلى 6.6 رطل) وتزن معظم الطيور البحرية 0.2 إلى 2.7 كجم (0.44 إلى 5.95 رطل). من ناحية أخرى، من المحتمل أن يصل حجم بعض سُمُوك السلمون والشبوط والسُمُوك البحرية والثدييات مثل الغزلان والحملان والطيور مثل البجع الذي تفترسه العِقبان الرخماء إلى ضعف حجمها (حتى لو لم يكن العقاب قادرًا على الطيران بها). تحصل العقبان على الكثير من طعامها كجيف أو عن طريق ممارسة تعرف باسم التطفل الاختياري تسرق فيها الفريسة بعيدًا عن الحيوانات المفترسة الأخرى.
نظرًا لعاداتها الغذائية، كثيرًا ما ينظر البشر إلى العِقبان الرخماء بسلبية. وبفضل قدرتها وخبرتها الفائقة في البحث عن الطعام يميل البالغون منها عمومًا إلى اصطياد الفريسة الحية أكثر من العقبان غير الناضجة والتي غالبًا ما تحصل على طعامها من القمامة. ليست العقبان انتقائية للغاية بشأن الحالة أو الأصل من الطعام سواء أكان ذلك مقدمًا من قِبل البشر أو الحيوانات الأخرى أو حوادث السيارات أو الأسباب الطبيعية لوجود جثة. ولكنها ستتجنب أكل الجيف عندما تكون التشويشات من البشر تحدث بشكل مستمر. قد تُنقب العِقبان الرخماء جثثًا يصل حجمها إلى حجم الحيتان على الرغم من تفضيلها لجثث ذوات الحوافر والسُمُوك الكبيرة على ما يبدو. قد تتغذى أيضًا في بعض الأحيان على المواد التي تُنهب أو سرقتها من المعسكرات والنزهات بالإضافة إلى مقالب النفايات (استخدام مكب النفايات أمر معتاد بشكل رئيسي في ألاسكا).
عند التنافس على الطعام تهيمن العقبان عادةً على أكلة السُمُوك والقمامين الآخرين، مما يؤدي إلى نزوح الثدييات بشكل كبير مثل ذئب البراري والثعالب والطيور مثل الغرابيات والنوارس والنسور والطيور الجارحة الأخرى. من حين لآخر، يمكن لذئاب البراري والأوشاق الحمراء والكلاب الأليفة أن تزيح العقبان عن الجيف وعادةً ما تكون هذه العقبان غير ناضجة وأقل ثقة كما سجل في ولاية ماين. إن العِقبان الرخماء هي حيوانات مفترسة أقل نشاطًا وجرأة من العقبان الذهبية، وتحصل على أكثر طعامها نسبيًا من الجيف ومن التطفل الإختياري (على الرغم من أنه يُعتقد عمومًا أن العقبان الذهبية تأكل جيفًا أكثر مما كان يُفترض سابقًا). ومع ذلك، فإن النوعين متساويان تقريبًا في الحجم والعدوانية والقوة البدنية وبالتالي يمكن أن تذهب المنافسات في أي من الاتجاهين. لا يُعرف أن أيًا من النوعين هو المسيطر وتعتمد النتيجة على حجم وتصرف العقبان الفردية المعنية. فازت العِقبان الرخماء الشتوية والعقبان الذهبية في يوتا في بعض الأحيان بالصراعات على الرغم من أنه في إحدى الحالات المسجلة نجح عقاب رخماء واحد في إزاحة عقابين ذهبيين متتاليين من إحدى الفرائس.
على الرغم من أن العِقبان الرخماء تواجه القليل من التهديدات الطبيعية إلا أن هُناك مهاجمًا غير عادي وهو طائر الغواص الشائع والذي تأخذه العقبان أيضًا كفريسة. في حين أن طيور الغواص الشائعة عادةً ما تتجنب الصراع، إلا أنها إقليمية للغاية وقد تهاجم الحيوانات المفترسة والمنافسين عن طريق طعنهم بمنقارها الذي يشبه السكين. ونظرًا لتزايد نطاق العُقاب الرخماء بعد جهود الحفظ، فقد لُوحظت هذه الاتصالات في عدة مناسبات، بما في ذلك وفاة عقاب رخماء في ولاية ماين ويُفترض أن ذلك حدث نتيجة لمهاجمته أحد الأعشاش ثم جرح بثقب مميت من قِبَل أحد الوالدين من طيور الغواص الشائعة أو كليهما.
يُعتقد أن العُقاب الرخماء أكثر عددًا في أمريكا الشمالية من العقاب الذهبية، حيث يقدر عدد الأنواع الرخماء بما لا يقل عن 150 ألف فرد، أي ضعف عدد العقبان الذهبية التي تشير التقديرات إلى أنها تعيش في أمريكا الشمالية. ونتيجة لهذا غالبًا ما يفوق عدد العِقبان الرخماء عدد العقبان الذهبية في مصادر الطعام الجذابة. على الرغم من احتمال الخلاف بين هذه الحيوانات، إلا أنه لُوحظ في ولاية نيو جيرسي خلال فصل الشتاء اصطياد عقاب ذهبي والعديد من العِقبان الرخماء إوز الثلج جنبًا إلى جنب دون صراع. وبالمثل، سُجل كلا النوعين من العقبان عن طريق المراقبة بالفيديو وهي تتغذى على أكوام الأمعاء وجثث الغزلان ذات الذيل الأبيض في الغابات البعيدة في جبال الأبالاش الشرقية دون صراع واضح. تهاجم العقبان الرخماء في كثير من الأحيان من طرف الطيور الجارحة الأصغر، بسبب ميلهم المتكرر ولكن غير المتوقع لاصطياد الطيور الجارحة الأخرى. إن العديد من العِقبان الرخماء هي متطفلات اختيارية اعتيادية خاصة في الشتاء عندما يصعب الحصول على السُمُوك. سجلت وهي تسرق السُمُوك من الحيوانات المفترسة الأخرى مثل العقبان النسرية ومالك الحزين وحتى ثعالب الماء. كما سُجلت أيضًا في حالات الانتهازية وهي تقوم بالقرصنة من صقور الشاهين، وكلاب البراري من الصقور الحديدية وحتى الأرانب البرية من العقبان الذهبية. عندما تقترب من القمامين مثل الكلاب أو النوارس أو النسور في مواقع الجيف فإنها غالبًا ما تهاجمهم بشدة وتحاول إجبارهم على التخلص من طعامهم. لا تُفترَس العِقبان الرخماء البالغة والتي تتمتع بصحة جيدة في البرية، وبالتالي فهي تعتبر من الحيوانات المفترسة المهيمنة.

## التَّكاثُر
تنضج العِقبان الرخماء جنسياً في عمر أربع أو خمس سنوات، وغالبًا ما تعود إلى المنطقة التي ولدت فيها عندما تكبر بما يكفي للتكاثر. يُعتقد أن العِقبان الرخماء تتزاوج مدى الحياة. ومع ذلك، إذا مات أحد الزوجين أو اختفى فسيختار الناجي رفيقًا جديدًا. الزوج الذي فشل مرارًا وتكرارًا في محاولات التكاثر قد ينفصل ويبحث عن رفقاء جدد. تتضمن مغازلة العُقاب الرخماء نداءات متقنة ومذهلة وعروض طيران من قبل الذكور وتتضمن عروض الطيران عمليات الإنقضاض، والمطاردات، والشقلبة حيث تطير عالياً، وقفل المخالب، والسقوط الحر حيث تنفصل قبل الاصطدام بالأرض مباشرةً. عادةً ما تكون المنطقة التي يُدافع عنها الزوج الناضج من 1 إلى 2 كم (0.62 إلى 1.24 ميل) من الموائل بجانب الماء.
بالمقارنة مع معظم الطيور الجارحة الأخرى التي تعشش غالباََ في أبريل أو مايو، فإن العِقبان الرخماء هي من أوائل المتناسلين: تقوم ببناء العش أو تقويته غالبًا بحلول منتصف فبراير، وغالبًا ما يكون وضع البيض في أواخر فبراير (أحيانًا أثناء تساقط الثلوج بعمق في الشمال)، وعادةً ما تكون الحضانة منتصف مارس وأوائل مايو. يفقس البيض من منتصف أبريل إلى أوائل مايو ويتكون ريش الصغار في أواخر يونيو إلى أوائل يوليو. عشها هو الأكبر بين أي طائر في أمريكا الشمالية ويُستخدم بشكل متكرر على مدار سنوات عديدة ومع إضافة مواد جديدة كل عام قد يصل في النهاية إلى 4 أمتار (13 قدمًا) وعرض 2.5 متر (8.2 قدم) ويزن 1 طن متري (1.1 طن قصير)؛ وعُثر على عش واحد في فلوريدا بعمق 6.1 متر (20 قدمًا) وعرضه 2.9 مترًا (9.5 قدمًا) ووزنه 3 أطنان قصيرة (2.7 طن متري). وسُجل هذا العش باعتباره أكبر عش شجر سُجل لأي حيوان على الإطلاق، وعادةً ما تُستخدم الأعشاش لمدة تقل عن خمس سنوات أو نحو ذلك لأنها إما تنهار في العواصف أو تكسر الأغصان التي تدعمها بسبب وزنها الهائل. ومع ذلك، سُكنت أحد الأعشاش في الغرب الأوسط بشكل مستمر لمدة 34 عامًا على الأقل. يُبنى العش من الفروع وعادةً في الأشجار الكبيرة الموجودة بالقرب من الماء.

 عند التكاثر حيث لا توجد أشجار ستعشش العُقاب الرخماء على الأرض كما سُجل بكثرة في مناطق معزولة إلى حد كبير عن الحيوانات المفترسة الأرضية مثل جزيرة أمشيتكا في ألاسكا.

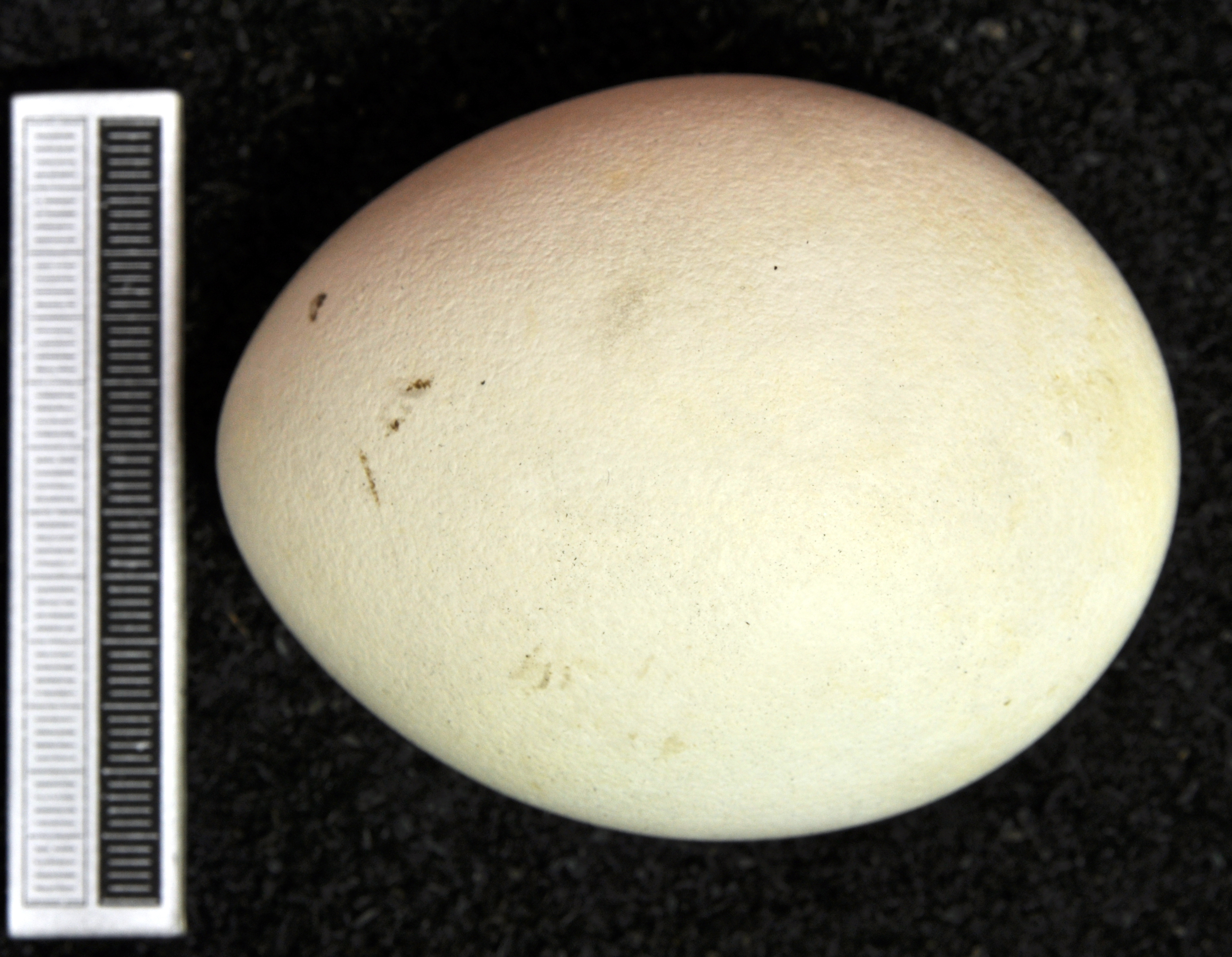
بيضة، مجموعة لمتحف ويسبادين في ألمانيا.

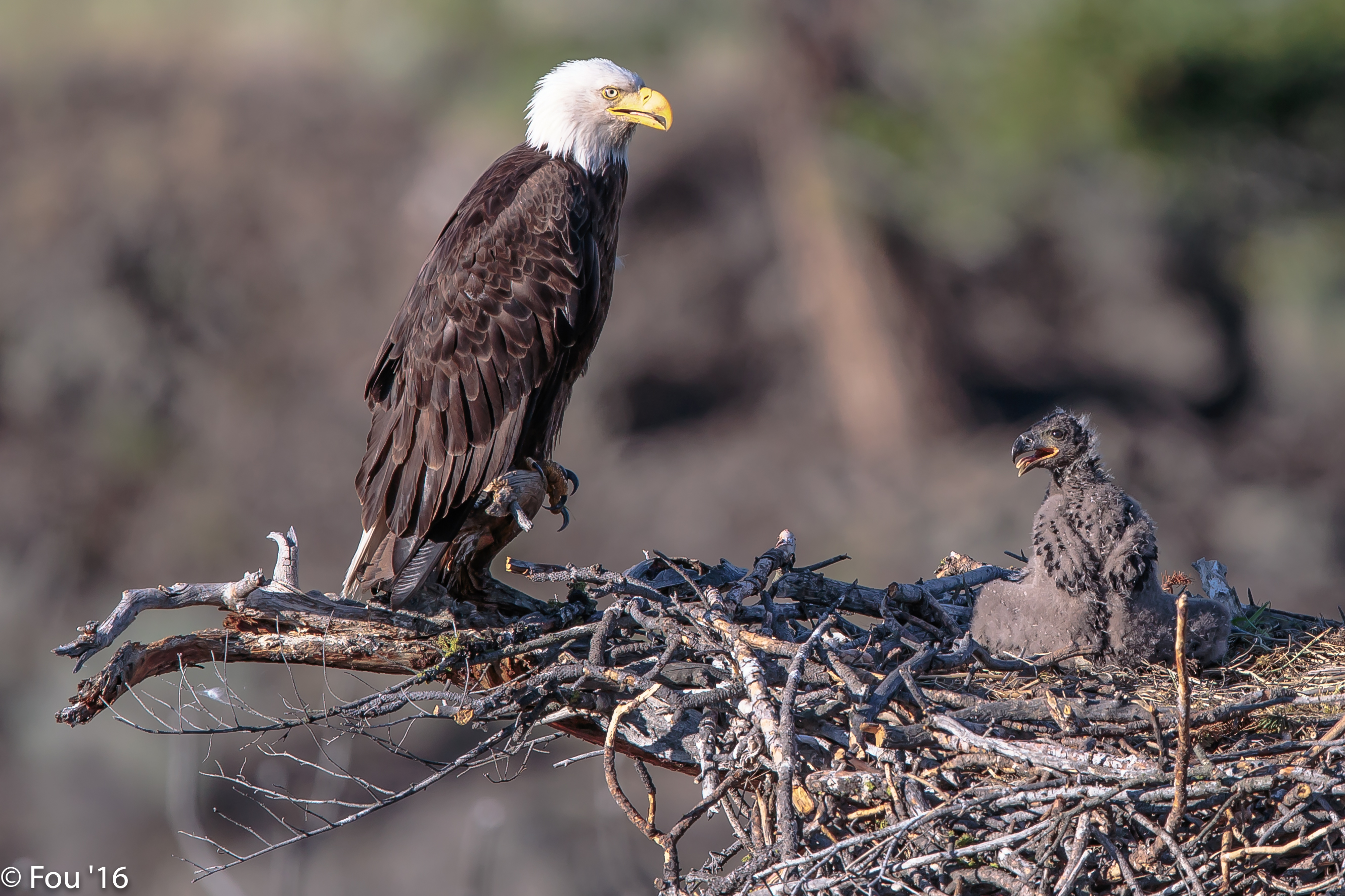
عُقاب رخماء بالغ وفرخ.

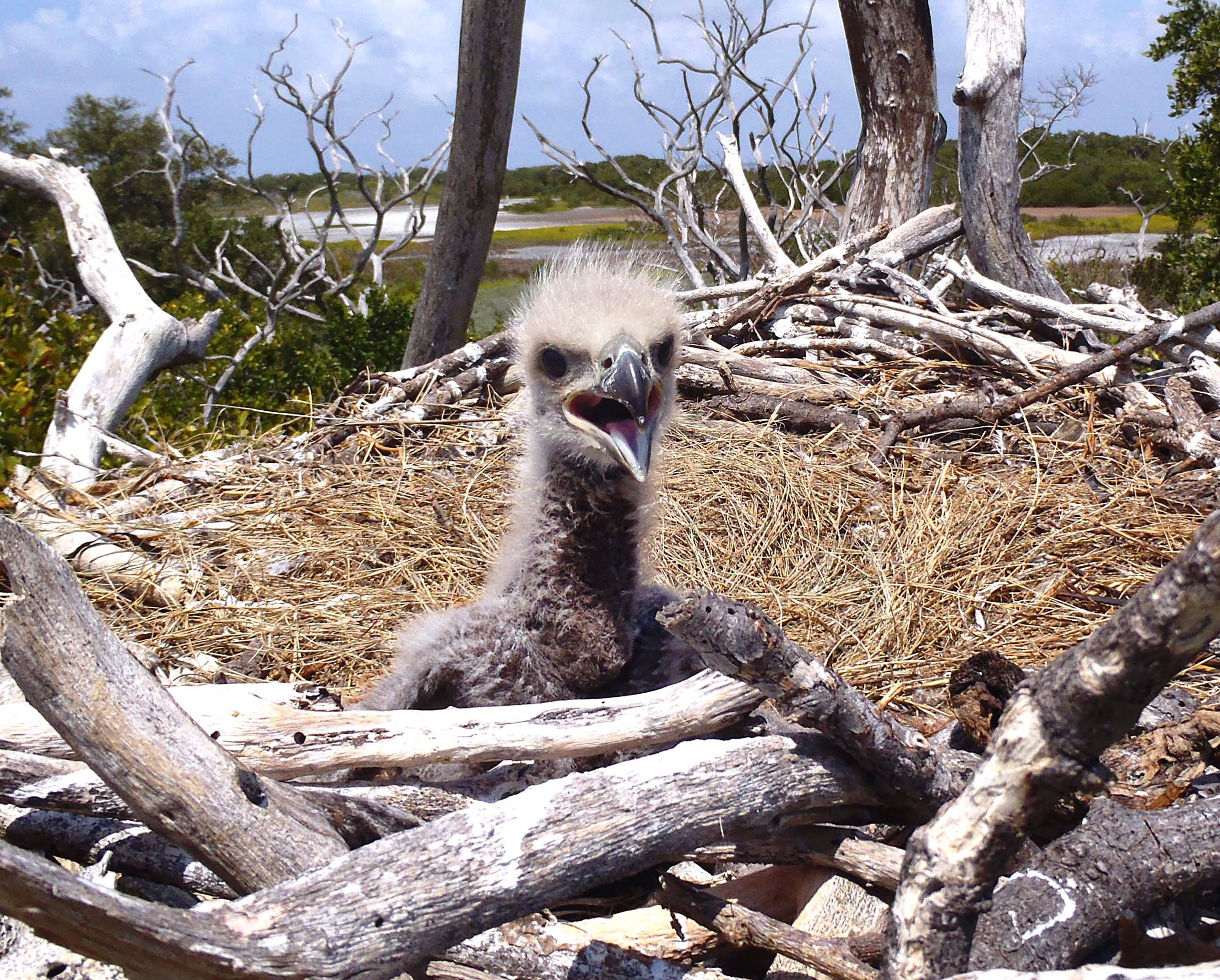
فرخ في منتزه إيفرجليدز الوطني.

في سونورا بالمكسيك، شُوهدت العقبان وهي تعشش فوق صخور الهيكو وأبلغ تاريخيًا عن وجود الأعشاش على المنحدرات وقمم الصخور في كاليفورنيا وكانساس ونيفادا ونيومكسيكو ويوتا، ولكن تُحِقق من وجودها حاليًا فقط في ألاسكا وأريزونا. يبلغ متوسط طول البيض حوالي 73 ملم (2.9 بوصة)، ويتراوح من 58 إلى 85 ملم (2.3 إلى 3.3 بوصة)، ويبلغ عرضه 54 ملم (2.1 بوصة)، ويتراوح من 47 إلى 63 ملم (1.9 إلى 2.5 بوصة). بلغ متوسط كتلة البيض في ألاسكا 130 جم (4.6 أوقية)، بينما بلغ متوسط وزن البيض في ساسكاتشوان 114.4 جم (4.04 أوقية). كما هو الحال مع حجم الجسم النهائي للعقبان، فإن حجم البيض يميل إلى الزيادة كلما ابتعد عن خط الاستواء. تنتج العقبان ما بين بيضة واحدة وثلاث بيضات في السنة، أي اثنتان بشكل نموذجي. نادرًا ما عُثر على أربع بيضات في الأعشاش ولكن قد تكون هذه حالات استثنائية لتعدد الزوجات. كانت العقبان في الأسر قادرة على إنتاج ما يصل إلى سبع بيضات. من النادر أن تصل الفراخ الثلاثة إلى مرحلة النمو بنجاح، حيث غالبًا ما يتمتع الفرخ الأكبر سنًا بميزة الحجم الأكبر والصوت الأعلى مما يميل إلى جذب انتباه الوالدين تجاهه. من حين لآخر، كما هو مسجل في العديد من الطيور الجارحة الكبيرة، يُهاجم الأخ الأكبر أحيانًا ويقتل أشقائه الأصغر سناً خاصةً في وقت مبكر من فترة التعشيش عندما تكون أحجامهم مختلفة. ومع ذلك، ينتج ما يقرب من نصف العِقبان الرخماء المعروفة اثنين من الفرخ (نادرًا أكثر ثلاثة)، على عكس بعض الأنواع الأخرى من «العقاب» مثل بعض الأنواع في جنس عقاب أكويلا حيث يُلاحظ وجود طائر ثانٍ عادةً في أقل من 20% من الأعشاش على الرغم من أنه عادةً ما تضع بيضتين. يتناوب كل من الذكر والأنثى في حضن البيض لكن الأنثى تقوم بمعظم الجلوس وسيبحث الوالد غير المحتضن عن الطعام أو يبحث عن مواد التعشيش خلال هذه المرحلة. في أول أسبوعين إلى ثلاثة أسابيع من فترة التعشيش، يتواجد شخص بالغ واحد على الأقل في العش بنسبة 100% تقريبًا من الوقت. عادةً ما ينخفض حضور الوالدين بشكل كبير بعد خمسة إلى ستة أسابيع (حيث يجلس الوالدان في كثير من الأحيان على الأشجار القريبة).
يُمكن أن يكتسب العقاب الصغير وزنًا يصل إلى 170 جرامًا (6.0 أونصة) يوميًا، وهو أسرع معدل نمو لأي طائر في أمريكا الشمالية. تلتقط العقبان الصغيرة العصي وتتلاعب بها، وتلعب لعبة شد الحبل مع بعضها البعض، وتتدرب على حمل الأشياء في مخالبها، وتمدد أجنحتها وترفعها. بحلول ثمانية أسابيع تكون العقبان قوية بما يكفي لرفع أجنحتها ورفع أقدامها عن منصة العش والارتفاع في الهواء. ينمو ريش الصغار في أي وقت من 8 إلى 14 أسبوعًا من العمر على الرغم من أنهم سيظلون قريبين من العش ويرعاهم آباؤهم لمدة 6 أسابيع أخرى. تبدأ العقبان الأحداث أولاً في التفرق بعيدًا عن والديهم بعد حوالي 8 أسابيع من نمو ريشهم ويختلف تاريخ المغادرة بتأثير الجنس وترتيب الفقس على النمو والتطور. على مدى السنوات الأربع المقبلة تتجول العقبان غير الناضجة على نطاق واسع بحثًا عن الطعام حتى تصل إلى ريش بالغ وتصبح مؤهلة للتكاثر. بالإضافة إلى ذلك، كما هو موضح من قِبل زوج من العقبان في محمية الطيور المهاجرة في ميناء شوال الواقعة بالقرب من سيدني في كولومبيا البريطانية في 9 يونيو 2017، فقد سُجلت العِقبان الرخماء مؤخرًا لتبني أحيانًا طيور جارحة أخرى لينمو ريشها في أعشاشها. وسجل زوج العقبان المعنية وهما يحملان بازا أحمر الذيل الصغير إلى عشهما وعندها قُبَل الفرخ في العائلة من قِبَل الوالدين والأبناء الثلاثة للعقبان. بقي أن نرى خلال الوقت ما إذا كان الفرخ على قيد الحياة أم لا حيث اشتهرت العِقبان الرخماء الصغيرة بقتل أشقائها. ومع ذلك، فإن عدوان الباز أحمر الذيل قد يضمن بقائه لأن البيزان معروفون جيدًا بقدرتهم على الدفاع بنجاح ضد هجوم العقاب. بعد ستة أسابيع اكتشف أن الباز، الملقب بـ«شجاع» من قِبَل علماء الأحياء الذين يراقبون العش، قد كبر إلى الحجم نمو الريش وكان يتعلم كيفية الصيد مما يشير إلى أنه نجح في النجاة.

## طُولُ العُمر ومُعدَّل الوفيات

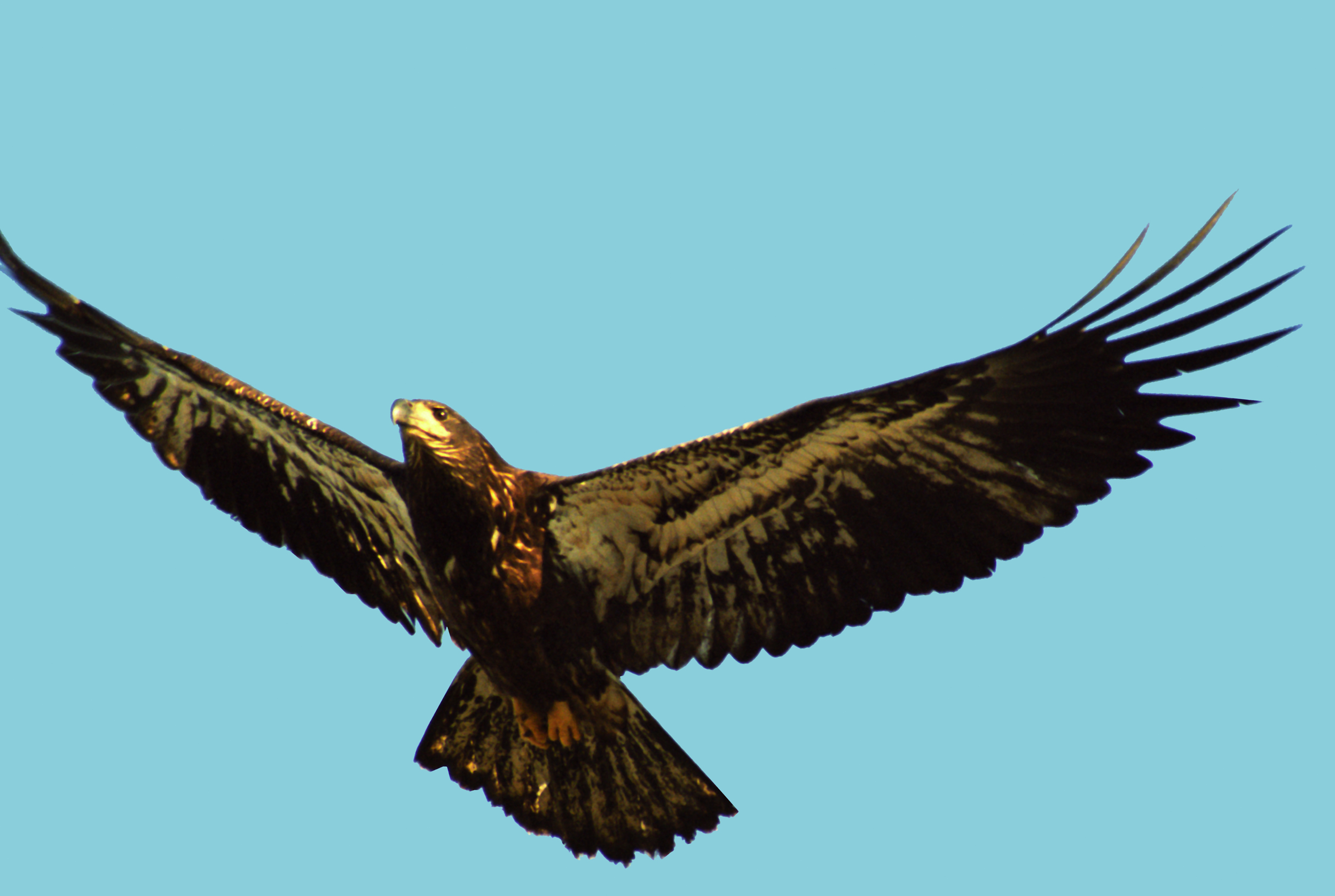
يافع قد نما ريشه حديثًا.

يبلغ متوسط عمر العقبان الرخماء في البرية حوالي 20 عامًا، مع تأكيد أن أكبرها عمرََا يبلغ 38 عامًا وغالبًا ما يعيشون لفترة أطول في الأسر إلى حد ما. في إحدى الحالات عاش فرد عُقاب أسير في نيويورك ما يقرب من 50 عامًا. يبدو أن متوسط عمر العُقاب يتأثر بموقعه وقدرة الوصول إلى الفريسة كما هو الحال مع الحجم. وبما أنهم لم يعودوا يتعرضون للاضطهاد الشديد فإن معدل وفيات البالغين منخفض للغاية. في إحدى الدراسات التي أجريت على عِقبان فلوريدا، ورد أن عقبان الرخماء البالغة لديها مُعدل بقاء سنوي بنسبة 100%. في مضيق الأمير ويليام في ألاسكا، كان معدل البقاء السنوي للبالغين 88% حتى بعد أن أثر تسرب النفط في إكسون فالديز سلبًا على العقبان في المنطقة. من بين 1428 فردًا من جميع أنحاء النطاق الذي شُرح بواسطة المركز الوطني لصحة الحياة البرية من عام 1963 إلى عام 1984، مات 329 (23%) من العقبان من الصدمات، نتيجة الصدمة في المقام الأول بالأسلاك والمركبات؛ ولقي 309 (22%) مصرعهم بطلق ناري؛ ومات 158 (11%) من التسمم؛ ومات 130 (9%) بسبب الصعق بالكهرباء؛ ومات 68 (5%) من الاصطياد؛ و110 (8%) من الهزال؛ و31 (2%) من المرض؛ وكان سبب الوفاة غير محدد في 293 (20%) من الحالات. في هذه الدراسة، كانت نسبة 68% من الوفيات بسبب الإنسان. في الوقت الحالي، يُعتقد أن إطلاق النار على العقبان قد انخفض بشكل كبير بسبب حالة الحماية التي تتمتع بها هذه الأنواع. في إحدى الحالات أصيب عقاب بالغ يبحث في عش صقر الشاهين بحثًا عن عناصر فريسة بارتجاج في المخ من الشاهين وتوفي في النهاية بعد أيام من ذلك. يمكن مشاهدة مقطع فيديو سابق للتاريخ الطبيعي يصور أسد الجبال وهو ينصب كمينًا ويقتل عقاب رخماء غير ناضج يتغذى على جثة أرنب عبر الإنترنت، على الرغم من أن هذا الفيلم رُبما يكون قد نُظم له.
تشمل معظم الوفيات غير المرتبطة بالبشر الفراخ أو البيض ويعيش حوالي 50% من العقبان عامهم الأول. ومع ذلك، نجا 100% من 39 فرخَا تحمل علامات تتبع الراديو في منطقة خليج تشيسابيك حتى عامهم الأول. في بعض الأحيان، تكون وفيات الفراخ أو البيض ناتجة عن انهيار العش أو الجوع أو عدوان الأشقاء أو سوء الأحوال الجوية. سبب آخر مهم لنفوق البيض والفراخ هو الافتراس، فقد تُحقق من أنها افترست من قِبَل النوارس الكبيرة، والغرابيات (ومنها الغداف والغربان والعقعق)، والذئاب، وصيادو السمك، والباز أحمر الذيل، والبوم، والنسور، والوشق الأحمر، والدببة السوداء الأمريكية، والراكون. وفي حال كان الوصول إلى الطعام منخفضًا فقد يكون حضور الوالدين في العش أقل لأن كلا الوالدين قد يضطران إلى البحث عن الطعام مما يؤدي إلى حماية أقل للفراخ. عادةً ما تنجو الفراخ من الافتراس من قبل الحيوانات الآكلة للحوم البرية التي تفتقر القدرة على التسلق على الأشجار لكن الثعالب القطبية الشمالية كانت تنتزع الفراخ أحيانًا من أعشاشها الأرضية في جزيرة أمشيتكا في ألاسكا قبل انقراضها من الجزيرة. تُدافع العُقاب الرخماء عن عشها بقوة من جميع القادمين وقد صدت سابقاًً هجمات الدببة بعد أن سُجلت وهي تُسقط دبًا أسود من شجرة عندما حاول الأخير تسلق شجرة تحوي فراخًا.

## العلاقة مع البشر

### انخِفاض عددِ السُّكَّانِ والتعافي

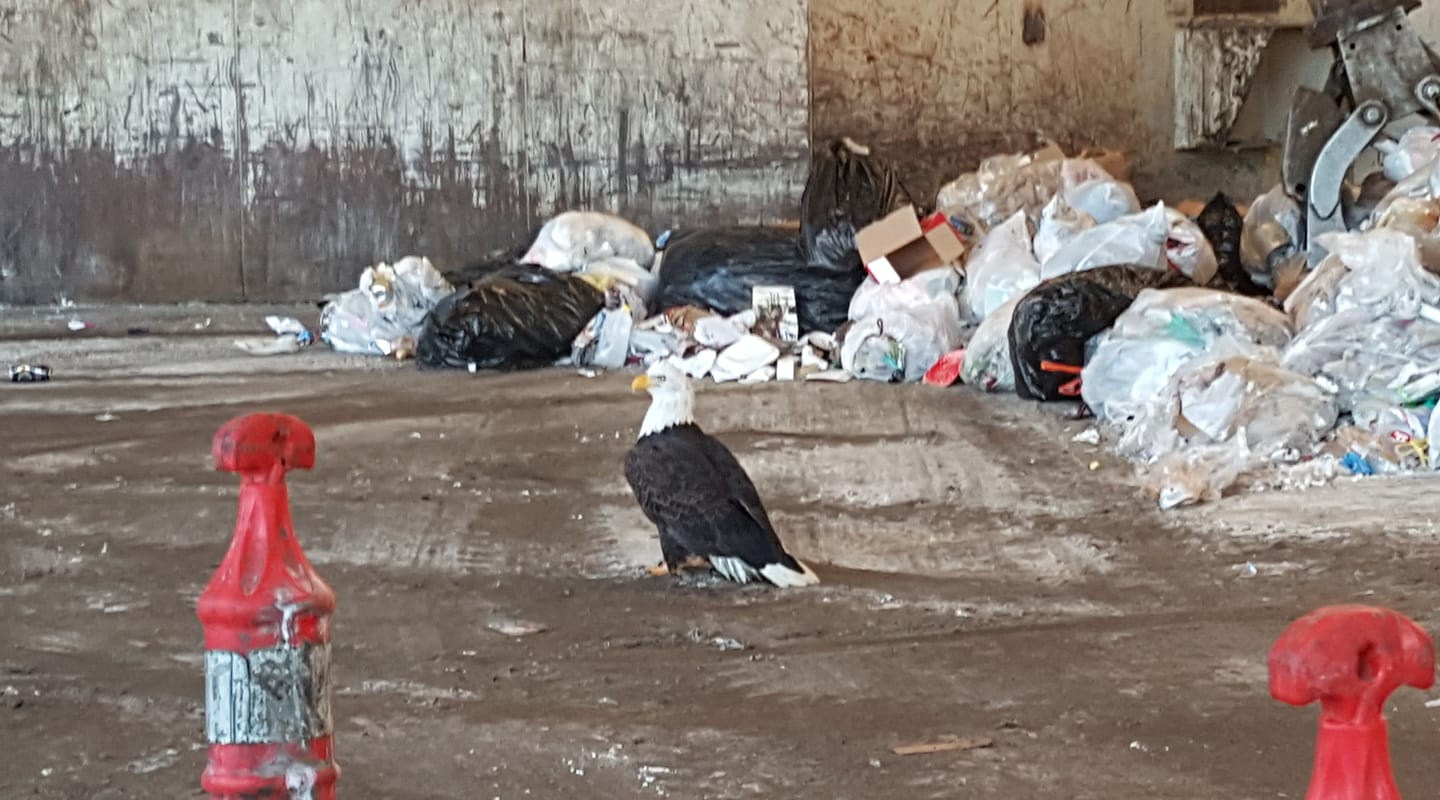
داخل مرفق جمع النفايات ونقلها في هومر، ألاسكا في الولايات المتحدة الأمريكية.

كان مشهد العُقاب الرخماء في السابق شائعًا في معظم أنحاء القارة وقد تأثر بشدة في منتصف القرن العشرين بمجموعة مُتنوعة من العوامل، من بينها ترقق قشر البيض بسبب استخدام مبيد الافات دي دي تي. مثل العديد من الطيور الجارحة فقد تأثرت العِقبان الرخماء بشكل خاص بالـدي دي تي بسبب التضخم الأحيائي. لم يكن مبيد دي دي تي في حد ذاته مُميتًا للطيور البالغة ولكنه يتداخل مع عملية التمثيل الغذائي للكالسيوم مما يجعلها إما عقيمة أو غير قادرة على وضع بيض صحي؛ حيثُ كان العديد من بيضها هشًا جدًا بحيث لا يتحمل وزن الطير البالغ مما يعني أنه من المستحيل تقريبًا أن يفقس. تُشير التقديرات إلى أنه في أوائل القرن الثامن عشر كان عدد العِقبان الرخماء يتراوح بين 300000 و500000 نسمة، ولكن بحلول الخمسينيات من القرن الماضي كان هُناك 412 من أزواج التعشيش فقط في الولايات الـ 48 المجاورة للولايات المتحدة.
كانت العوامل الأخرى في انخفاض عدد العُقاب الرخماء هي فقدان الموائل المناسبة على نطاق واسع فضلاً عن إطلاق النار القانوني وغير القانوني. في عام 1930، كتب عالم طيور في مدينة نيويورك أنه في السنوات الـ 12 الماضية أُطلق النار على ما يقرب من 70.000 عقاب رخماء في ولاية ألاسكا. قتل العديد من الصيادين العِقبان الرخماء تحت المعتقدات الراسخة بأن العِقبان الرخماء تمسك بالحملان الصغيرة وحتى الأطفال بمخالبهم، ولكن الطيور بريئة كانت من معظم أفعال الافتراس المزعومة هذه (افتراس الحملان نادر، ويعتقد أن الافتراس البشري غير موجود). وصف إطلاق النار غير القانوني في وقت لاحق بأنه «السبب الرئيسي للوفاة المباشرة في كل من العقبان الرخماء البالغة وغير الناضجة»، وفقًا لتقرير عام 1978 في النشرة الفنية للأنواع المهددة بالانقراض. في عام 1984 أدرج الاتحاد الوطني للحياة البرية الصيد، والصعق بالكهرباء، والاصطدامات أثناء الطيران كأسباب رئيسية لوفيات العقبان. كما قُتلت العِقبان الرخماء بسبب التلوث بالزيت والرصاص والزئبق، وتسلل البشر والحيوانات المفترسة إلى الأعشاش.
تمت حماية هذا النوع لأول مرة في الولايات المتحدة وكندا بموجب قانون معاهدة الطيور المهاجرة لعام 1918، والتي امتدت لاحقًا لتشمل جميع أمريكا الشمالية. قانون حماية العُقاب الرخماء والعقاب الذهبية الذي وافق عليه الكونجرس الأمريكي في عام 1940، تحمي العُقاب الرخماء والعقاب الذهبي ويحظر الصيد التجاري وقتل الطيور. أُعلن العُقاب الرخماء من الأنواع المهددة بالانقراض في الولايات المتحدة في عام 1967، وزادت التعديلات على قانون 1940 بين عامي 1962 و1972 من تقييد الاستخدامات التجارية وزيادة العقوبات على المخالفين. ولعل أهمها في تعافي الأنواع هو في عام 1972 حيث حُظر استخدام مادة الـ دي دي تي في الولايات المتحدة نظرًا لحقيقة أنها تمنع تكاثر العديد من الطيور. وحُظر مادة الـ دي دي تي تمامًا في كندا في عام 1989 على الرغم من تقييد استخدامها بشدة منذ أواخر السبعينيات.
مع وجود اللوائح المعمول بها وحظر مادة الـ دي دي تي، عادت أعداد العقبان إلى حالتها الطبيعية. يُمكن العثور على العُقاب الرخماء في تجمعات متزايدة في جميع أنحاء الولايات المتحدة وكندا وخاصة بالقرب من المسطحات المائية الكبيرة. في أوائل الثمانينيات، كان مجموع أعدادها التقديري 100000 فرد، مع 110.000-115.000 بحلول عام 1992؛ والولاية الأمريكية التي تضم أكبر عدد من الأعداد المقيمة هي ألاسكا حيث يبلغ عدد سكانها حوالي 40.000-50.000 نسمة، تليها المقاطعة الكندية لكولومبيا البريطانية التي تضم 20.000 إلى 30.000 فرد في عام 1992. إن الحصول على إحصاء دقيق لعدد العِقبان الرخماء هو أمر صعب للغاية، فقد كانت أحدث البيانات التي قدمتها الدول الفردية هي في عام 2006 عندما أُبلغ عن 9789 زوجًا يقومون بالتكاثر. لبعض الوقت، كان معقل الأعداد المتكاثرة من العِقبان الرخماء في الولايات الـ 48 الأدنى موجودًا في فلوريدا، حيثُ حُفظ أكثر من ألف زوج بينما انخفضت الأعداد في ولايات أخرى بشكل كبير بسبب استخدام الـ دي دي تي. أما اليوم، فإن الولاية المتجاورة التي تضم أكبر عدد من أزواج العقبان المتكاثرة هي مينيسوتا مع ما يقدر بنحو 1312 زوجًا، متجاوزًة أحدث عدد في فلوريدا وهو 1166 زوجًا. 23، أو ما يقارب نصف ال 48 ولاية متجاورة لديها الآن ما لا يقل عن 100 زوج من العِقبان الرخماء. كان هناك فقط 105 أعشاشًا مأهولة في ولاية واشنطن عام 1980 وقد زاد هذا العدد بنحو 30 عشًا سنويًا، وبحلول عام 2005 كان هناك 840 عشًا مأهولًا. كان عام 2005 هو العام الأخير الذي قامت فيه إدارة السُمُوك والحياة البرية بواشنطن بإحصاء الأعشاش المأهولة وقد تكون الزيادات السكانية الإضافية في واشنطن محدودة بسبب توافر الطعام في أواخر الشتاء وخاصة سمك السلمون.
أُزيلت العُقاب الرخماء رسميًا من قائمة الحكومة الفيدرالية الأمريكية للأنواع المهددة بالانقراض في 12 يوليو 1995، من قِبل هيئة السُمُوك والحياة البرية الأمريكية، عندما أعيد تصنيفه من «معرضة لخطر الانقراض» إلى «مهددة». في 6 يوليو 1999، قُدم اقتراح «لإزالة العُقاب الرخماء في الولايات الـ 48 السفلى من قائمة الحياة البرية المهددة بالانقراض». وشُطب من القائمة في 28 يونيو 2007، وكما خُصص بمستوى مخاطر من فئة أقل إثارة للقلق في القائمة الحمراء للاتحاد الدولي لحفظ الطبيعة والموارد الطبيعية. في التسرب النفطي في إكسون فالديز عام 1989، قُتل ما يقارب من 247 عقابًا في مضيق الأمير ويليام على الرغم من ذلك فقد عادت الأعداد المحلية إلى مستوى ما قبل الانسكاب بحلول عام 1995. في بعض المناطق ازدادت الأعداد إلى حد أن العقبان أصبحت آفة.

### تصاريح القتل

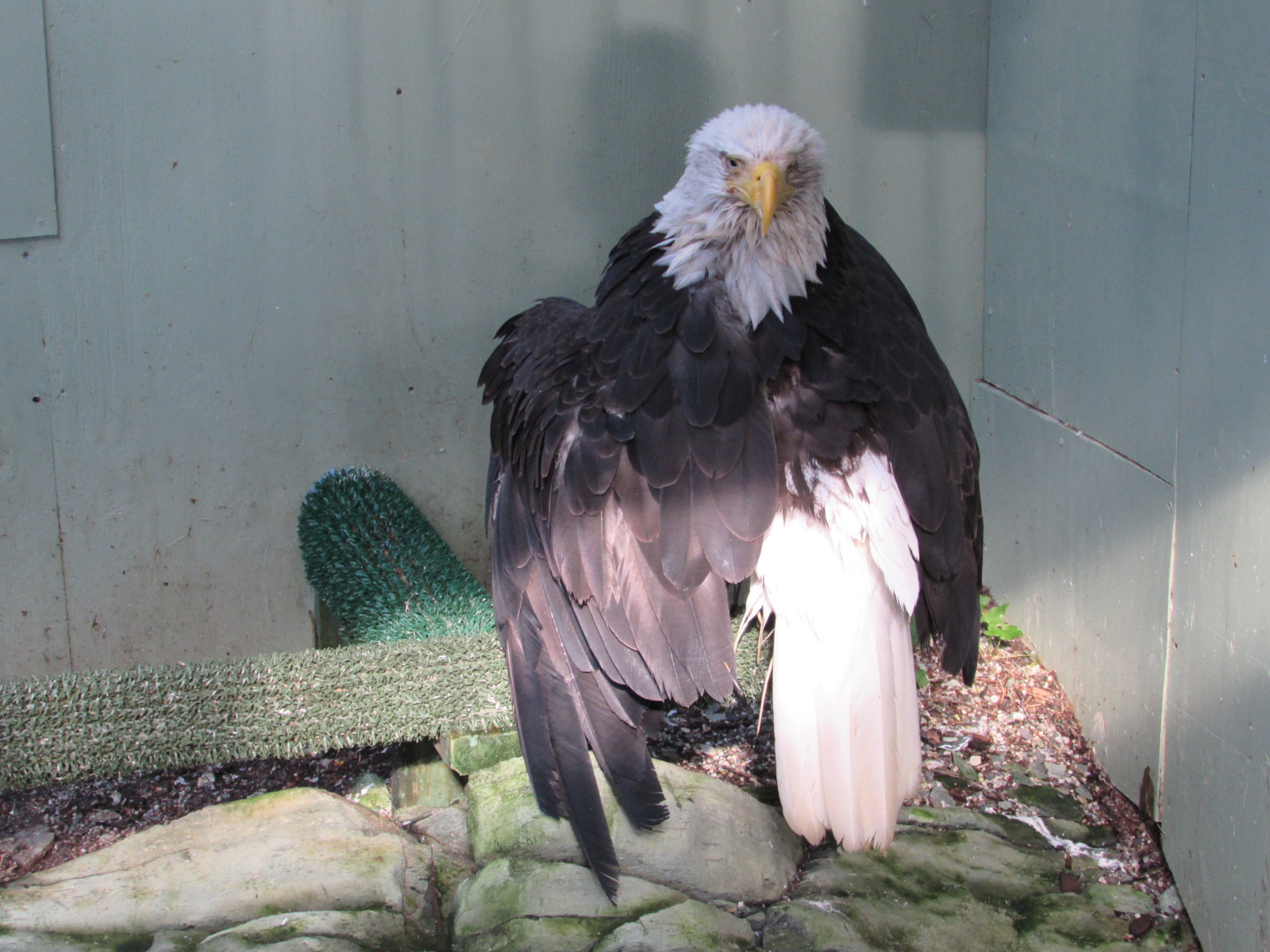
السيدة بالتيمور وهي عقاب رخماء نجت من محاولة صيد غير قانونية، في مكانها في مركز جوارح جوانو في الخامس عشر من أغسطس عام 2015.

في ديسمبر 2016، اقترحت هيئة السُمُوك والحياة البرية الأمريكية مضاعفة عدد العِقبان الرخماء يُمكن أن تقتلها صناعة توليد الكهرباء بالرياح أربع مرات دون دفع غرامة تصل إلى 4200 سنويًا. إذا تم إصدار التصاريح فستستمر لمدة 30 عامًا أي ستة أضعاف التصاريح الحالية لمدة 5 سنوات.

### فِي الأَسر
التصاريح مطلوبة لإبقاء العِقبان الرخماء في الأسر في الولايات المتحدة. حيثُ تُصدر التصاريح بشكل أساسي لمؤسسات التعليم العام، والعقبان المعروضة هي أفراد مصابة بشكل دائم ولا يمكن إطلاق سراحها في البرية. يجب أن تكون المنشآت التي تربى فيها العقبان مجهزة بأقفاص ومرافق مناسبة، بالإضافة إلى عمال ذوي خبرة في التعامل مع العقبان ورعايتها. يمكن أن تعيش العُقاب الرخماء طويلاً في الأسر إذا أُعتني به جيدًا، ولكنها لا تتكاثر بشكل جيد حتى في أفضل الظروف.
في كندا وإنجلترا يُلزم الحصول على ترخيص لتربية العِقبان الرخماء للصِقَارَة. لا يُمكن قانونًا الاحتفاظ بالعقبان الرخماء للصِقَارَة في الولايات المتحدة، ولكن قد يُصدر ترخيص في بعض الولايات القضائية للسماح باستخدام هذه العقبان لأداء عروض طيران للطيور الجارحة.

## الأهمِّيَّة الثَّقافِيَّة
اُعتبرت العُقاب الرخماء مُهمة في العديد من الثقافات الأمريكية الأصلية، وكطائر وطني للولايات المتحدة، فهي بارزةُ في الأختام والشعارات والعملات والطوابع البريدية وغيرها من العناصر المُتعلقة بالحكومة الفيدرالية الأمريكية.

### الدَّورُ فِي الثَّقافةِ الأَمرِيكِيَّة الأَصلِيَّة
العُقاب الرخماء هي طائر مُقدس في بعض ثقافات أمريكا الشمالية، وريشه، مثل العقاب الذهبية، وهي مُحور العديد من العادات الدينية والروحية بين الأمريكيين الأصليين. اُعتبرت العِقبان رسلًا روحيين بين الآلهة والبشر في بعض الثقافات، ويستخدم العديد من راقصي الأسرى (باو وأو) مخلب العقاب كجزء من أزيائهم أيضًا. غالبًا ما يُستخدم ريش العقاب في الاحتفالات التقليدية لا سيما في بناء الملابس الرسمية التي يجري ارتداؤها بصفتها جزء من المراوح والحمالات وأردية الرأس. في تقليد نافاجو، ينظر إلى ريشة العقاب على أنها حامية، بالإضافة إلى الريشة، يستخدم رجال الطب النافاهو عظام الساق والجناح للصفارات الاحتفالية. لاكوتا، على سبيل المثال، تعطي ريشة عقاب كرمز للشرف للشخص الذي ينجز مهمة. وتُقدَّم في العصر الحديث في حدث مثل التخرج من الكلية. اُعتبر باوني العقبان كرموز للخصوبة لأن أعشاشها مبنية على ارتفاع عالٍ من الأرض ولأنها تحمي صغارها بشراسة. واُعتبر التشوكتاو العُقاب الرخماء الذي له اتصال مباشر مع العالم العلوي للشمس كرمز للسلام.
في أثناء رقص الشمس، الذي تمارسه العديد من قبائل السهول الهندية، يُمثَّل العقاب بطرق عديدة. يُمثَّل عش العقاب بشوكة الكوخ حيث تقام الرقصة وتستخدام صافرة مصنوعة من عظم جناح العقاب أثناء الرقص. أيضًا في أثناء الرقص، يمكن لرجل الطب أن يوجه مروحته المصنوعة من ريش العقاب إلى الأشخاص الذين يسعون إلى الشفاء. يلامس الطبيب المروحة بعمود المركز ثم للمريض لنقل الطاقة من العمود إلى المريض ثم تُرفع المروحة نحو السماء ليحمل العقاب صلاة المريض إلى الخالق.
ينص قانون ريش العقاب الحالي على أن الأفراد من أصول أمريكية أصلية مُعترف بها ومسجلين في قبيلة معترف بها فيدراليًا هم فقط المخولون قانونًا بالحصول على أو امتلاك ريش العُقاب الرخماء أو العقاب الذهبية للاستخدام الديني أو الروحي. وقد شككت جماعات الأمريكيين الأصليين في دستورية هذه القوانين على أساس أنها تنتهك التعديل الأول من خلال التأثير على القدرة على ممارسة شعائرهم الدينية بحرية.

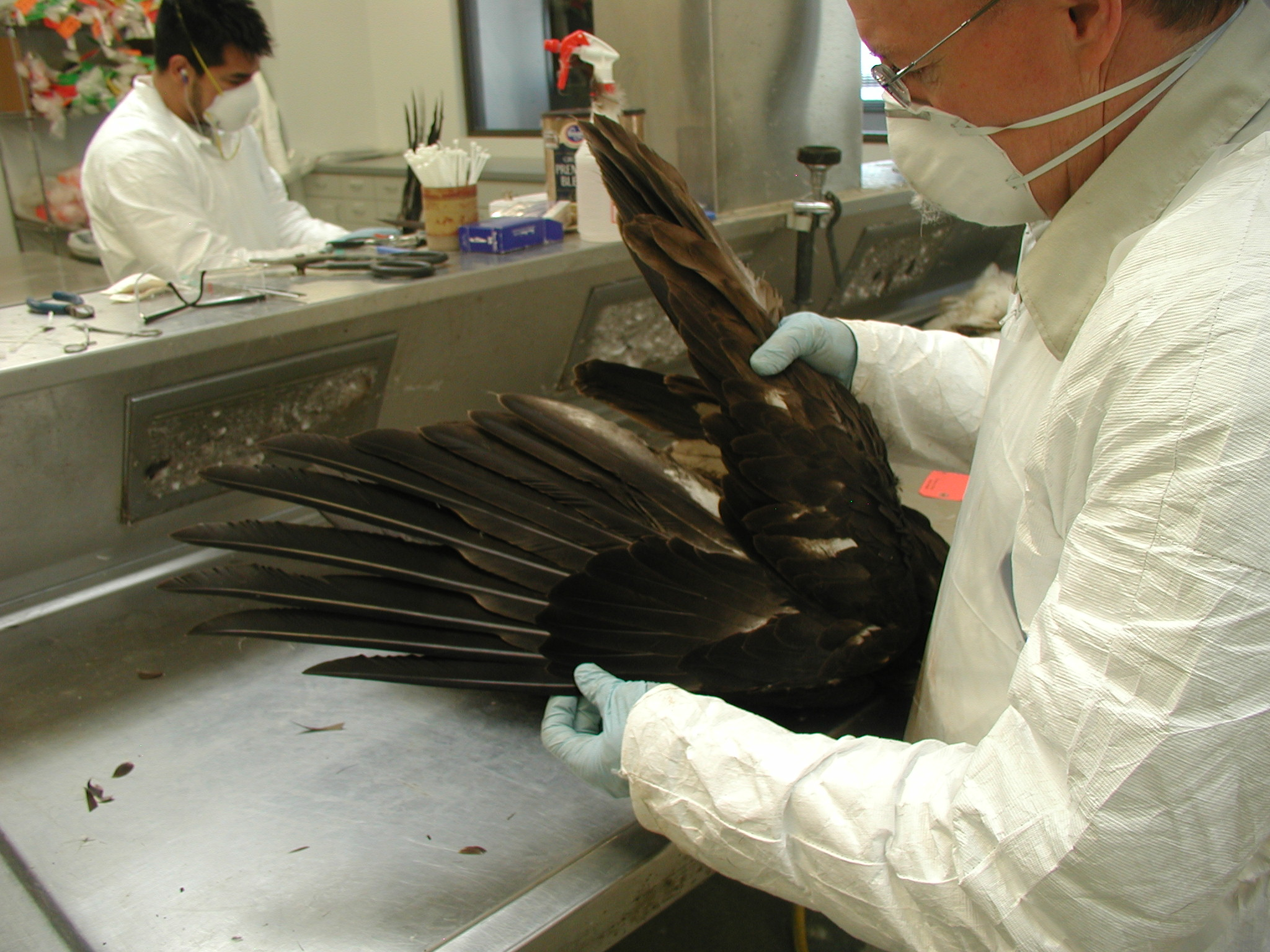
الموظفون في مستودع العقاب الوطني يعالجون عقاب رخماء.

يوجد مستودع العقاب الوطني وهو قسم من دائرة السُمُوك والحياة البرية الأمريكية، كوسيلة لتلقي ومعالجة وتخزين العِقبان الرخماء والعقبان الذهبية التي يُعثر عليها ميتة، وتوزيع العقبان وأجزائها وريشها على القبائل الأمريكية الأصلية المعترف بها فيدراليًا لاستخدامها في الاحتفالات الدينية.

### الطَّير الوطنِيّ لِلوِلايات المُتَّحِدة

ختم رئيس الولايات المتحدة.

العُقاب الرخماء هي الطائر الوطني للولايات المتحدة الأمريكية فقد كان مؤسسو الولايات المتحدة مُغرمين بمقارنة جمهوريتهم الجديدة بالجمهورية الرومانية، حيث كانت صور العقاب (التي تتضمن عادةً العقاب الذهبية) بارزة. في 20 يونيو 1782، اعتمد الكونجرس القاري تصميم الختم العظيم للولايات المتحدة والذي يصور عقاب رخماء تمسك 13 سهمًا وغصن زيتون بثلاث عشرة ورقة مع مخالبه. كما هو الحال مع الأفعى الجرسية المُستخدمة خلال الحرب الثورية كان جزء من أهمية العُقاب الرخماء (على عكس العقاب الذهبية) هي كونها موطنًا للأمريكتين مما يدل على هوية منفصلة عن العالم القديم.
تظهر العُقاب الرخماء على معظم الأختام الرسمية للحكومة الأمريكية، ومنها الختم الرئاسي والعلم الرئاسي وفي شعارات العديد منالوكالات الفيدرالية الأمريكية. بين عامي 1916 و1945، أظهر العلم الرئاسي (وليس الختم) عقابًا يواجه يساره (يمين المشاهد)، مما أدى إلى ظهور أسطورة حضرية مفادها أن العلم قد غُيِّر ليكون وجه العقاب باتجاه غصن الزيتون في وقت السلم ونحو السهام في وقت الحرب.
على عكس الأسطورة الشعبية، لا يوجد دليل على أن بنجامين فرانكلين دعم علنًا الديك الرومي البري، بدلاً من العُقاب الرخماء كرمز للولايات المتحدة. ومع ذلك، في رسالة كتبها إلى ابنته عام 1784 من باريس ينتقد فيها جمعية سينسيناتي، فقد أعرب عن استيائه الشخصي من سلوك العُقاب الرخماء. يقول فرانكلين في الرسالة:
«من جهتي. أتمنى لو لم تُختار العُقاب الرخماء ممثلاً لبلدنا. إنها طائر ذو أخلاق سيئة. لا تحصل على لقمة العيش بصدق ... إلى جانب كونها جبانة: تستطيع الطائر الملك الصغير الذي ليس أكبر من عصفور أن يهاجمه بجرأة ويطرده من المنطقة.»
عارض فرانكلين إنشاء الجمعية لأنه اعتبرها مع عضويتها الوراثية أمرًا نبيلًا غير مرحب به في الجمهورية المستقلة حديثًا، على عكس المثل العليا لوسيوس كوينتيوس سينسيناتوس الذي سميت الجمعية باسمه. وفسر إشارته إلى نوعي الطيور على أنها مقارنة ساخرة بين جمعية سينسيناتي وسينسيناتوس.

### الثَّقافة الشَّعبِيَّة
لِلعقاب الرخماء العديد من التمثيلات في الثقافة الشعبية بسبب دورها كرمز للولايات المتحدة إلى حد كبير، وأيضًا بسبب كونها مفترسة كبيرة. ليست كل هذه التمثيلات دقيقة، على وجه الخصوص عادةً ما تكون للعقاب الرخماء على التلفاز أو في الفيلم صرخة قوية وجريئة. لكن تعد أصوات العُقاب الرخماء أكثر نعومة وأكثر مرحًا من التصويرات الشائعة في الأفلام والتلفزيون، وغالبًا ما يُستبدل نداء الباز أحمر الذيل بالعقبان الرخماء.

### فهرس المراجع
1. ↑  The IUCN Red List of Threatened Species 2021.3 (بالإنجليزية), 9 Dec 2021, QID:Q110235407
2. 1 2  IOC World Bird List Version 6.3 (بالإنجليزية), 21 Jul 2016, DOI:10.14344/IOC.ML.6.3, QID:Q27042747
3. ↑  IOC World Bird List. Version 7.2 (بالإنجليزية), 22 Apr 2017, DOI:10.14344/IOC.ML.7.2, QID:Q29937193
4. ↑  World Bird List: IOC World Bird List (بالإنجليزية) (6.4th ed.), International Ornithologists' Union, 2016, DOI:10.14344/IOC.ML.6.4, QID:Q27907675
5. ↑  [أ] كريستوفر بيرنز (1997)، موسوعة الطُيُور المُصوَّرة: دليلٌ نهائي إلى طُيُور العالم، ترجمة: عدنان يازجي (ط. 1)، بيروت: مكتبة لبنان ناشرون، ص. 89، OCLC:70718236، QID:Q126724695
[ب] أمين المعلوف (1985)، معجم الحيوان (بالعربية والإنجليزية) (ط. 3)، بيروت: دار الرائد العربي، ص. 92، OCLC:1039733332، QID:Q113643886
6. ↑  حسن سعيد الكرمي (1999)، المغني الأكبر: معجم اللغة الإنكليزية الكلاسيكية والمعاصرة والحديثة إنكليزي عربي موضح بالرسوم واللوحات الملونة (بالعربية والإنجليزية) (ط. 2)، بيروت: مكتبة لبنان ناشرون، ص. 102، OCLC:1039055899، QID:Q117808099
7. ↑  منير البعلبكي؛ رمزي البعلبكي (2008). المورد الحديث: قاموس إنكليزي عربي (بالعربية والإنجليزية) (ط. 1). بيروت: دار العلم للملايين. ص. 103. ISBN:978-9953-63-541-5. OCLC:405515532. OL:50197876M. QID:Q112315598.
8. ↑  إدوار غالب (1988). الموسوعة في علوم الطبيعة: تبحث في الزراعة والنبات والحيوان والجيولوجيا (بالعربية واللاتينية والألمانية والفرنسية والإنجليزية) (ط. 2). بيروت: دار المشرق. ج. 1. ص. 652. ISBN:978-2-7214-2148-7. OCLC:44585590. OL:12529883M. QID:Q113297966.
9. 1 2  جمعية الطيور العالمية (2016). "Haliaeetus leucocephalus". القائمة الحمراء للأنواع المهددة بالانقراض. IUCN. ج. 2016: e.T22695144A93492523. DOI:10.2305/IUCN.UK.2016-3.RLTS.T22695144A93492523.en. مؤرشف من الأصل في 2023-01-05. اطلع عليه بتاريخ 2019-04-28.
10. 1 2  "Haliaeetus leucocephalus Linnaeus 1766 (bald eagle)". PBDB. مؤرشف من الأصل في 2021-03-27.
11. 1 2  "Birds of North America Online". Bna.birds.cornell.edu. مؤرشف من الأصل في 2021-02-25. اطلع عليه بتاريخ 2012-06-27.
12. ↑  "Beaver". Study of Northern Virginia Ecology, Fairfax County Public School. مؤرشف من الأصل في 2013-01-05. اطلع عليه بتاريخ 2013-01-03.
13. 1 2 3 4 5 6 7  del Hoyo, J., Elliott, A., & Sargatal, J., eds. (1994). دليل طيور العالم Vol. 2. Lynx Edicions, Barcelona (ردمك 84-87334-15-6)
14. 1 2 3  Harris. "Bald Eagle Haliaeetus leucocephalus". University of Michigan Museum of Geology. مؤرشف من الأصل في 2007-06-04. اطلع عليه بتاريخ 2007-06-21.
15. 1 2 3 4 5  "Bald Eagle, Haliaeetus leucocephalus". Cornell Lab of Ornithology. مؤرشف من الأصل في 2007-06-02. اطلع عليه بتاريخ 2007-06-21.
16. 1 2 3 4 5 6  Ferguson-Lees, J.؛ Christie, D. (2001). Raptors of the World. London: Christopher Helm  [لغات أخرى]‏. ص. 717–19. ISBN:978-0-7136-8026-3.{{استشهاد بكتاب}}:  صيانة الاستشهاد: علامات ترقيم زائدة (link)
17. 1 2  ديفيد ألين سيبلي (2000). The Sibley Guide to Birds. جمعية أودوبون الوطنية (ردمك 0-679-45122-6) p. 127
18. 1 2 3 4 5 6 7  Travsky, A. & Beauvais, G. "Species Assessment for Bald Eagle (Haliaeetus leucocephalus) in Wyoming" (PDF). United States Department of the Interior- Bureau of Land Management. مؤرشف من الأصل (PDF) في 2021-03-08. اطلع عليه بتاريخ 2013-01-03.
19. 1 2 3 4  Jeff Watson (2010). The Golden Eagle. A&C Black. ISBN:978-1-4081-1420-9. مؤرشف من الأصل في 2021-05-31. اطلع عليه بتاريخ 2012-08-22.
20. ↑  Bird، D.M. (2004). The Bird Almanac: A Guide to Essential Facts and Figures of the World's Birds. Ontario: Firefly Books. ISBN:978-1-55297-925-9. مؤرشف من الأصل في 2021-03-07.
21. ↑  "Bald Eagle Facts and Information". Eagles.org. مؤرشف من الأصل في 2008-07-30. اطلع عليه بتاريخ 2008-11-03.
22. ↑  Maehr, D. S., & Kale, H. W. (2005). Florida's Birds: A Field Guide and Reference. Pineapple Press Inc.
23. ↑  Patterson, D.A., McClelland, B.R., Shea, D.S. & McClelland, P.T. (1998). Size Variation of Migrant Bald Eagles at Glacier National Park, Montana. J. Raptor Res. 32(2):120-125.
24. ↑  Murphy, T. & Hope, C. "Bald Eagles in South Carolina" (PDF). Department of Natural Resources of South Carolina. مؤرشف من الأصل (PDF) في 2021-05-05. اطلع عليه بتاريخ 2013-01-04.
25. ↑  Zylo, M. T. (2012). Bald eagles (Haliaeetus leucocephalus) wintering in northern Arizona select perches based on food availability, visibility and cover (Doctoral dissertation, Northern Arizona University).
26. 1 2 3 4 5 6  Palmer, R. S. (Ed.). (1988). Handbook of North American Birds Volume VI: Diurnal Raptors (Part 1). Yale University Press.
27. 1 2  Eagles, Hawks and Falcons of the World by Leslie Brown & Dean Amadon. The Wellfleet Press (1986), (ردمك 978-1-55521-472-2).
28. ↑  Gende, S. M. (2008). Perspectives on the Breeding Biology of Bald Eagles in Southeast Alaska. Bald Eagles in Alaska, Bruce A. Wright and Phil Schempf, eds. University of Alaska Southeast.
29. 1 2 3 4  Bald Eagle. Birds of North America Online. Bna.birds.cornell.edu. Retrieved on December 24, 2012. نسخة محفوظة 16 مارس 2021 على موقع واي باك مشين.
30. ↑  Schempf, P. R (1997). "Bald eagle longevity record from Southeastern Alaska". Journal of Field Ornithology. ج. 68 ع. 1: 150–51. مؤرشف من الأصل في 2021-04-30.
31. ↑  Imler, R. H., & Kalmbach, E. R. (1955). The Bald Eagle and its economic status (Vol. 30). US Government Printing Office.
32. ↑  Friedman, H., & Ridgway, R. (1950). The birds of north and middle America. Part XI. Cathartidae to Falconidae. U.S. Nat. Mus. Bull. no. 50.
33. ↑  ἁλιάετος in هنري جورج ليدل؛ روبرت سكوت (1940) A Greek–English Lexicon, revised and augmented throughout by Jones, Sir Henry Stuart, with the assistance of McKenzie, Roderick. Oxford: Clarendon Press. In the Perseus Digital Library, Tufts University.
34. ↑  λευκός in هنري جورج ليدل وروبرت سكوت
35. ↑  Joshua Dietz. "What's in a Name". Smithsonian National Zoological Park. مؤرشف من الأصل في 2007-08-05. اطلع عليه بتاريخ 2007-08-19.
36. ↑  κεφαλή in هنري جورج ليدل وروبرت سكوت
37. ↑  "Haliaeetus leucocephalus". Integrated Taxonomic Information System. مؤرشف من الأصل في 2021-03-28. اطلع عليه بتاريخ 2007-06-21.
38. 1 2  Brown, N. L. "Bald Eagle Haliaeetus leucocephalus". Endangered Species Recovery Program. مؤرشف من الأصل في 2006-09-12. اطلع عليه بتاريخ 2007-08-20.
39. ↑  Edwards, C.C. (1969). "Winter behavior and population dynamics of American eagles in Utah". PhD Thesis. Brigham Young University. Provo, UT.
40. 1 2  Bull J؛ Farrand, J Jr (1987). Audubon Society Field Guide to North American Birds: Eastern Region. New York: Alfred A. Knopf. ص. 468–69. ISBN:978-0-394-41405-8. مؤرشف من الأصل في 2021-03-08.
41. ↑  "Bald Eagle Viewing Directory". مؤرشف من الأصل في 2020-11-11. اطلع عليه بتاريخ 2007-08-20.
42. ↑  "Animal Facts: Bald Eagle". 14 أغسطس 2006. مؤرشف من الأصل في 2020-11-09. اطلع عليه بتاريخ 2018-10-22.
43. 1 2 3  Population report. Biologicaldiversity.org. Retrieved on December 24, 2012. نسخة محفوظة 26 مايو 2021 على موقع واي باك مشين.
44. ↑  "BBS Trend Maps - Bald eagle Haliaeetus leucocephalus". Patuxent Wildlife Research Center. مؤرشف من الأصل في 2019-08-30. اطلع عليه بتاريخ 2018-12-07.
45. ↑  "Making their comeback". oswegocountynewsnow.com. 22 يناير 2017. مؤرشف من الأصل في 2020-07-26. اطلع عليه بتاريخ 2018-12-07.
46. ↑  Bald Eagle Lands Exhausted in Ireland, Associated Press, December 15, 1987. نسخة محفوظة 29 يوليو 2020 على موقع واي باك مشين.
47. 1 2 3 4  Sherrod, S. K.؛ White, C. M.؛ Williamson, F. S. L. (1976). "Biology of the Bald Eagle on Amchitka Island, Alaska". Living Bird. ج. 15: 145–82.
48. 1 2 3  "Wildlife Species: Haliaeetus leucocephalus". USDA Forest Service. مؤرشف من الأصل في 2021-04-30. اطلع عليه بتاريخ 2007-06-21.
49. 1 2 3  Suring, L. "Habitat Relationships of Bald Eagles in Alaska" (PDF). U.S. Forest Service. مؤرشف من الأصل (PDF) في 2013-06-05. اطلع عليه بتاريخ 2013-01-03.
50. 1 2 3 4 5 6  "The Bald Eagle in Florida" (PDF). Florida Power & Light Company. مؤرشف من الأصل (PDF) في 2013-10-06. اطلع عليه بتاريخ 2013-01-03.
51. ↑  "Amazing Bird Records". Trails.com. مؤرشف من الأصل في 2021-04-30. اطلع عليه بتاريخ 2012-07-20.
52. 1 2  Swenson, J. E.؛ Alt, K. L.؛ Eng, R. L. (1986). "Ecology of Bald Eagles in the greater Yellowstone ecosystem". Wildlife Monogram. ج. 95 ع. 95: 3–46. JSTOR:3830668.
53. 1 2  "Largest bird's nest". Guinnessworldrecords.com. مؤرشف من الأصل في 2020-09-30. اطلع عليه بتاريخ 2013-10-05.
54. 1 2  Terres، John K. (1980). The Audubon Society Encyclopedia of North American Birds. New York: Knopf. ص. 477, 644–46. ISBN:978-0-394-46651-4. مؤرشف من الأصل في 2021-03-08.
55. ↑  Todd, C. S.؛ Young, L. S.؛ Owen, R. B.؛ Gramlich, F. J. (1982). "Food habits of Bald Eagles in Maine". Journal of Wildlife Management. ج. 46 ع. 3: 636–45. DOI:10.2307/3808554. JSTOR:3808554.
56. ↑  "Bald Eagle Fact Sheet, Lincoln Park Zoo" نسخة محفوظة May 31, 2012, على موقع واي باك مشين.. Lpzoo.org. Retrieved on August 22, 2012.
57. 1 2 3  Stalmaster, M.V. (1987). The Bald Eagle. Universe Books, New York.
58. 1 2 3 4  Sherrod, S. K. (1978). "Diets of North American Falconiformes". Raptor Res, 12(3/4), 49–121.
59. 1 2 3 4  Collins, P. W., Guthrie, D. A., Rick, T. C., & Erlandson, J. M. (2005). "Analysis of prey remains excavated from an historic bald eagle nest site on San Miguel Island, California". In Proceedings of the Sixth California Islands Symposium. Arcata, CA: Institute for Wildlife Studies (pp. 103–20).
60. 1 2 3 4  Armstrong, R. "The Importance of Fish to Bald Eagles in Southeast Alaska: A Review" (PDF). U.S. Forest Service. مؤرشف من الأصل (PDF) في 2016-03-05. اطلع عليه بتاريخ 2013-01-03.
61. ↑  Watson, J.؛ Davison, M.؛ Leschner, L. (1993). "Bald Eagles rear Red-tailed Hawks". Journal of Raptor Research. ج. 27 ع. 2: 126–27. مؤرشف من الأصل في 2021-03-08.
62. 1 2 3 4 5 6  Waston, J.؛ Garrett, M. & Anthony, R. "Foraging Ecology of Bald Eagles in the Columbia River Estuary" (PDF). Oregon State University. مؤرشف من الأصل (PDF) في 2021-04-30. اطلع عليه بتاريخ 2013-01-03.
63. ↑  Daum، David W. "Bald Eagle". Alaska Department of Fish & Game. مؤرشف من الأصل في 2007-08-19. اطلع عليه بتاريخ 2007-08-15.
64. 1 2 3  Mersmann، T. J. (1989). "Foraging ecology of Bald Eagles on the northern Chesapeake Bay with an examination of techniques used in the study of Bald Eagle food habits". Master's Thesis.
65. 1 2  Ofelt, C. H. (1975). "Food habits of nesting Bald Eagles in southeast Alaska". The Condor, 77(3), 337–38.
66. 1 2 3  Delong، D. C. Jr. (1990). "Effects of food on Bald Eagle distribution and abundance on the northern Chesapeake Bay: an experimental approach". Master's Thesis.
67. ↑  Jenkins, J.؛ Jackman, R. (1994). "Field Experiments in Prey Selection by Resident Bald Eagles in the Breeding and Non-Breeding Season". Journal of Field Ornithology. ج. 65 ع. 4: 441–46. JSTOR:20065848. مؤرشف من الأصل في 2021-04-30.
68. ↑  Bald Eagle attacking a Trumpter Swan. Utahbirds.org. Retrieved on August 21, 2012. نسخة محفوظة 28 أبريل 2021 على موقع واي باك مشين.
69. 1 2  Anthony, R. G., Estes, J. A., Ricca, M. A., Miles, A. K., & Forsman, E. D. (2008). "Bald eagles and sea otters in the Aleutian archipelago: indirect effects of trophic cascades". Ecology, 89(10), 2725–35.
70. ↑  "Decline In Alaskan Sea Otters Affects Bald Eagles' Diet". Science Daily. مؤرشف من الأصل في 2021-04-30. اطلع عليه بتاريخ 2013-01-03.
71. 1 2  Good, T.P. "Great Black-backed Gull- Behavior- Birds of North America Online". Cornell Lab of Ornithology. مؤرشف من الأصل في 2016-03-04. اطلع عليه بتاريخ 2013-01-07.
72. 1 2  Kozie، K. D.؛ Anderson، R. K. (1991). "Productivity, diet, and environmental contaminants in Bald Eagles nesting near the Wisconsin shoreline of Lake Superior". Archives of Environmental Contamination and Toxicology. ج. 20 ع. 1: 41–48. DOI:10.1007/BF01065326. PMID:1996910. S2CID:28781482.
73. ↑  Griffin, C. R., T. S. Baskett, and R. D. Sparrowe. 1982. Ecology of Bald Eagles wintering near a waterfowl concentration. Rep. no. 247. U.S. Fish Wildl. Serv. Washington, D.C.
74. ↑  Cartron, J. L. E. (ed.). (2010). "Chapter 11: Northern Goshawk", Raptors of New Mexico. UNM Press. (ردمك 978-0-8263-4145-7)
75. ↑  Coleman, J.؛ Fraser, J. (1986). "Predation on Black and Turkey Vultures". The Wilson Bulletin. ج. 98 ع. 4: 600–01. مؤرشف من الأصل في 2021-03-07.
76. ↑  Henderson, B. "Murres and Bald Eagles in a 'Conservation Collision'". Coastwatch- Oregon Shores. مؤرشف من الأصل في 2013-10-06. اطلع عليه بتاريخ 2013-01-03.
77. ↑  Brisbin Jr.، I. Lehr؛ Mowbray، Thomas B.؛ Poole، A.؛ Gill، F. (2002). "American Coot (Fulica americana)". The Birds of North America Online. DOI:10.2173/bna.697a. ISSN:1061-5466.
78. 1 2 3  Mabie, D. W., Merendino, M. T., & Reid, D. H. (1995). "Prey of nesting bald eagles in Texas". Journal of Raptor Research, 29(1), 10–14.
79. 1 2 3  Grubb, T. G. (1995). "Food habits of bald eagles breeding in the Arizona desert". The Wilson Bulletin, 258–74.
80. ↑  MacDonald, J. (1994). "Bald Eagle attacks adult Osprey". Journal of Raptor Research. ج. 28 ع. 2: 122. مؤرشف من الأصل في 2021-03-08.
81. 1 2 3  Mersmann, T. J. (1989). "Foraging ecology of Bald Eagles on the northern Chesapeake Bay with an examination of techniques used in the study of Bald Eagle food habits". (Doctoral dissertation, Virginia Tech).
82. ↑  Ferguson-Lees, J.؛ Christie, D. (2001). Raptors of the World. London: Christopher Helm  [لغات أخرى]‏. ISBN:978-0-7136-8026-3.{{استشهاد بكتاب}}:  صيانة الاستشهاد: علامات ترقيم زائدة (link)
83. ↑  Gill Jr., R.؛ Kincheloe, K. (1993). "Are Bald Eagles Important Predators of Emperor Geese?". Journal of Raptor Research. ج. 27 ع. 1: 34–36. مؤرشف من الأصل (PDF) في 2021-04-30.
84. ↑  Good, T.P. "Great Black-backed Gull- Behavior- Birds of North America Online". Cornell Lab of Ornithology. مؤرشف من الأصل في 2021-02-28. اطلع عليه بتاريخ 2013-01-07.
85. ↑  Harmata, A. R. 1984. Bald Eagles of the San Luis valley, Colorado: their winter ecology and spring migration. Phd Thesis. Montana State University. Bozeman.
86. ↑  "Gripping Strength of an Eagle – Understanding psi 101" (PDF). Hawkquest. مؤرشف من الأصل (PDF) في 2021-04-28. اطلع عليه بتاريخ 2012-07-20.
87. ↑  DeGange, Anthony R.؛ Nelson, Jay W. (1982). "Bald Eagle Predation on Nocturnal Seabirds". Journal of Field Ornithology. ج. 53 ع. 4: 407–09. JSTOR:4512766. مؤرشف من الأصل في 2021-03-08. اطلع عليه بتاريخ 2013-01-03.
88. ↑  Sabine, N., & Gardner, K. (1987). Agonistic encounters between Bald Eagles and other raptors wintering in west central Utah. Journal of Raptor Research, 21, 118–20.
89. 1 2  Clark, W. S. (1982). "Turtles as a food source of nesting bald eagles in the Chesapeake Bay region". Journal of Field Ornithology, 53(1), 49–51.
90. ↑  Wood, P.؛ Nesbitt, S.؛ Steffer, A. (1993). "Bald Eagles Prey on Sandhill Cranes in Florida". Journal of Raptor Research. ج. 27 ع. 3: 164–65. مؤرشف من الأصل في 2021-04-30.
91. ↑  "Why did a loon stab a bald eagle through the heart?". Animals (بالإنجليزية). 27 May 2020. Archived from the original on 2020-11-19. Retrieved 2020-12-01.
92. ↑  Jackman, R. E., Hunt, W. G., Jenkins, J. M., & Detrich, P. J. (1999). Prey of nesting bald eagles in northern California. Journal of Raptor Research, 33(2), 87–96.
93. ↑  Scharper، Julie (29 يناير 2015). "Bald eagles fight, tangle and fall out of the sky". Baltimore Sun. مؤرشف من الأصل في 2021-06-27. اطلع عليه بتاريخ 2021-02-14.
94. ↑  McEneaney, T.؛ Jenkins, M. (1983). "Bald Eagle predation on Domestic Sheep". The Wilson Bulletin. ج. 95 ع. 4: 694–95. مؤرشف من الأصل في 2021-04-30.
95. 1 2  Erickson, L. (2007). "Bald Eagle, About Bald Eagle Nests". Journey North. مؤرشف من الأصل في 2012-08-30. اطلع عليه بتاريخ 2007-08-27.
96. ↑  Amazing Bird Records. Trails.com (July 27, 2010). Retrieved on August 22, 2012. نسخة محفوظة 2019-06-24 على موقع واي باك مشين.
97. ↑  Bortolotti, G. R. (1984). "Physical development of nestling Bald Eagles with emphasis on the timing of growth events" (PDF). Wilson Bulletin. ج. 96 ع. 4: 524–42. JSTOR:4161989. مؤرشف من الأصل (PDF) في 2021-04-28.
98. ↑  R.F. Stocek. "Bald Eagle". Canadian Wildlife Service. مؤرشف من الأصل في 2007-07-03. اطلع عليه بتاريخ 2007-08-19.
99. ↑  Newsome، S. D.؛ Collins، P. W.؛ Rick، T. C.؛ Guthrie، D. A.؛ Erlandson، J. M.؛ Fogel، M. L. (2010). "Pleistocene to historic shifts in bald eagle diets on the Channel Islands, California". Proceedings of the National Academy of Sciences. ج. 107 ع. 20: 9246–51. Bibcode:2010PNAS..107.9246N. DOI:10.1073/pnas.0913011107. JSTOR:25681578. PMC:2889061. PMID:20439737.
100. ↑  "Birds of prey – Diet & Eating Habits". Seaworld.org. مؤرشف من الأصل في 2009-02-07. اطلع عليه بتاريخ 2009-03-03.
101. ↑  "Predation on Northern Diamondback Terrapins (Malaclemys terrapin terrapin) by Bald Eagles (Haliaeetus leucocephalus) along the Atlantic Ocean and Delaware Bay Coasts of New Jersey" (PDF). The Wetlands Institute. مؤرشف من الأصل (PDF) في 2013-10-06. اطلع عليه بتاريخ 2013-01-03.
102. ↑  Hayward, J.؛ Galusha, J.؛ Henson, S. (2010). "Foraging-Related Activity of Bald Eagles at a Washington Seabird Colony and Seal Rookery" (PDF). Journal of Raptor Research. ج. 44: 19. DOI:10.3356/JRR-08-107.1. S2CID:5843257. مؤرشف من الأصل (PDF) في 2021-04-30.
103. ↑  Jones, S. (يناير 1989). "Populations and Prey Selection Wintering Raptors in Boulder, Colorado". Proceedings of the North American Prairie Conferences. مؤرشف من الأصل في 2021-04-30. اطلع عليه بتاريخ 2013-01-03.
104. ↑  O'Gara, B. (3 أغسطس 1994). "Bald and Golden Eagles damage management and predation control". Cooperative Extension Division Institute of Agriculture and Natural Resources University of Nebraska. مؤرشف من الأصل في 2012-06-15. اطلع عليه بتاريخ 2013-01-03.
105. ↑  "Bald eagle adopts 'mortal enemy' baby hawk". BBC News. 9 يونيو 2017. مؤرشف من الأصل في 2021-04-30. اطلع عليه بتاريخ 2018-04-04.
106. ↑  "Why This Young Hawk Thinks It's an Eagle". nationalgeographic.com. 25 يوليو 2017. مؤرشف من الأصل في 2019-05-31. اطلع عليه بتاريخ 2018-04-04.
107. ↑  "Bald eagle believed oldest banded of its species found dead". Washington Times (Associated Press). 14 يونيو 2015. مؤرشف من الأصل في 2021-04-29.
108. ↑  "Bald Eagle Fact Sheet". Southern Ontario Bald Eagle Monitoring Project. مؤرشف من الأصل في 2008-05-11. اطلع عليه بتاريخ 2008-06-30.
109. 1 2  Wood, P. B., D. A. Buehler, and M. A. Byrd. (1990). "Raptor status report – Bald Eagle". pp. 13–21 in Proceedings of the southeast raptor management symposium and workshop. (Giron Pendleton, B., Ed.) National Wildlife Federation Washington, D.C.
110. ↑  "Cornell University". Bna.birds.cornell.edu. مؤرشف من الأصل في 2021-02-24. اطلع عليه بتاريخ 2010-03-20.
111. ↑  "Cougar vs Eagle". YouTube.com. مؤرشف من الأصل في 2020-12-23. اطلع عليه بتاريخ 2013-04-22.
112. ↑  "Habits and Habitats of Bald Eagles". Drexel University. مؤرشف من الأصل في 2021-04-28. اطلع عليه بتاريخ 2013-01-09.
113. 1 2  Lovallo, M. J. (2008). Status and management of fisher (Martes pennanti) in Pennsylvania. Management Plan developed by Bureau of Wildlife Management, Pennsylvania Game Commission, Harrisburg, USA.
114. ↑  Hensel, R. J.؛ Troyer, W. A. (1964). "Nesting studies of the Bald Eagle in Alaska". Condor. ج. 66 ع. 4: 282–86. DOI:10.2307/1365287. JSTOR:1365287. مؤرشف من الأصل في 2021-04-29.
115. ↑  Bald Eagle attacks Black bear again at Redoubt Bay على يوتيوب
116. ↑  "Adopt a Bald Eagle". Smithsonian's National Zoo & Conservation Biology Institute. 26 مايو 2016. مؤرشف من الأصل في 2021-02-09. اطلع عليه بتاريخ 2018-08-04.
117. ↑  "South Carolina's Bald Eagles – Past Surveys". South Carolina Department of Natural Resources. 2015. مؤرشف من الأصل في 2021-02-25. اطلع عليه بتاريخ 2018-08-04.
118. ↑  "American Bald Eagle Is Near Extinction." Popular Science Monthly, March 1930, p. 62. نسخة محفوظة 3 مايو 2021 على موقع واي باك مشين.
119. ↑  "Federal Laws that Protect Bald and Golden Eagles". US Fish and Wildlife Service. مؤرشف من الأصل في 2021-06-08. اطلع عليه بتاريخ 2020-05-30.
120. ↑  "Bald Eagle Removed from Endangered Species List". US Fish and Wildlife Service. مؤرشف من الأصل في 2021-04-11. اطلع عليه بتاريخ 2020-05-30.
121. ↑  "Bald Eagle Breeding Pairs 1963 to 2006". U.S. Fish & Wildlife Service. 18 مارس 2013. مؤرشف من الأصل في 2021-04-30. اطلع عليه بتاريخ 2013-12-10.
122. ↑  "Threatened and Endangered Wildlife in Washington, 2012 Annual Report" (PDF). Washington Department of Fish and Wildlife. مؤرشف من الأصل (PDF) في 2016-03-20. اطلع عليه بتاريخ 2016-03-19.
123. ↑  "Gripping Strength of an Eagle – Understanding psi 101" (PDF). Hawkquest. مؤرشف من الأصل (PDF) في 2021-04-28. اطلع عليه بتاريخ 2012-07-20.
124. ↑  "History of Bald Eagle Decline, Protection and Recovery". مؤرشف من الأصل في 2021-06-30. اطلع عليه بتاريخ 2020-05-30.
125. ↑  Williams، Wyatt (19 يناير 2017). "When the National Bird Is a Burden". مجلة نيويورك تايمز. مؤرشف من الأصل في 2021-04-28. اطلع عليه بتاريخ 2017-01-20.
126. ↑  "New Wind Energy Permits Would Raise Kill Limit of Bald Eagles But Still Boost Conservation, Officials Say – ABC News". Abcnews.go.com. 4 مايو 2016. مؤرشف من الأصل في 2021-04-28. اطلع عليه بتاريخ 2017-03-03.
127. ↑  Daly، Matthew (18 أبريل 2013). "New federal rule would permit thousands of eagle deaths". Bigstory.ap.org. مؤرشف من الأصل في 2017-04-28. اطلع عليه بتاريخ 2017-03-03.
128. ↑  "Migratory Bird Permits; Possession and Educational Use". US Fish and Wildlife Service. 21 سبتمبر 2010. مؤرشف من الأصل في 2021-04-30. اطلع عليه بتاريخ 2020-05-30.
129. ↑  "Birds of prey used for falconry". Ontario Ministry of Natural Resources and Forestry. 26 مايو 2016. مؤرشف من الأصل في 2021-04-30.
130. ↑  "Courses". Thirsk Bird of Prey Centre. 26 يونيو 2018. مؤرشف من الأصل في 2021-04-28.
131. ↑  "Meet Challenger, a bald eagle whose soaring skills are in high demand". Washington Post. 12 يناير 2018. مؤرشف من الأصل في 2019-12-07.
132. ↑  "'Wings of America' Birds of Prey Show". American Eagle Foundarion. 12 يناير 2018. مؤرشف من الأصل في 2021-04-30.
133. ↑  Collier, Julie. "The Sacred Messengers". Mashantucket Pequot Museum. مؤرشف من الأصل في 2008-01-24. اطلع عليه بتاريخ 2007-05-20.
134. ↑  "Eagle Myths and Legends – American Bald Eagle Information". مؤرشف من الأصل في 2021-05-03. اطلع عليه بتاريخ 2015-09-02.
135. ↑  Melmer، David (11 يونيو 2007). "Bald eagles may come off threatened list". Indian Country Today. مؤرشف من الأصل في 2007-09-24. اطلع عليه بتاريخ 2007-08-23.
136. ↑  "Bald Eagle Population Recovery and the Endangered Species Act". U.S. Fish and Wildlife Service. مؤرشف من الأصل في 2014-04-22. اطلع عليه بتاريخ 2014-11-22.
137. ↑  O'Brien، Greg (2005) [2002]. "Power Derived from the Outside World". Choctaws in a Revolutionary Age, 1750–1830. University of Nebraska Press. ص. 58. ISBN:978-0-8032-8622-1.
138. ↑  "U.S. Fish & Wildlife Service Office of Law Enforcement / Native Americans and Alaskan Natives – National Eagle Repository". مؤرشف من الأصل في 2021-04-30. اطلع عليه بتاريخ 2014-03-10.
139. ↑  "Original Design of the Great Seal of the United States (1782)". National Archives. مؤرشف من الأصل في 2021-04-30. اطلع عليه بتاريخ 2007-08-19.
140. ↑  The official description was in text only; no diagram was included. Text of the Act. نسخة محفوظة 2023-03-06 على موقع واي باك مشين.
141. ↑  4 U.S.C. § 41; The Bald Eagle on the Great Seal. greatseal.com نسخة محفوظة 2023-03-06 على موقع واي باك مشين.
142. ↑  Mikkelson, Barbara & Mikkelson, David P. "A Turn of the Head". snopes.com. مؤرشف من الأصل في 2021-11-24. اطلع عليه بتاريخ 2007-08-19.
143. ↑  Bald Eagle, Life History, All About Birds – Cornell Lab of Ornithology. AllAboutBirds.org. Retrieved on August 22, 2012. نسخة محفوظة 6 يونيو 2021 على موقع واي باك مشين.
144. ↑  "American Heraldry Society | MMM / The Arms of the United States: Benjamin Franklin and the Turkey". Americanheraldry.org. 18 مايو 2007. مؤرشف من الأصل في 2014-04-27. اطلع عليه بتاريخ 2010-03-20.
145. ↑  Potts، Steve (1999). The Bald Eagle. Capstone. ص. 17. ISBN:978-0-7368-8483-9. مؤرشف من الأصل في 2021-04-28. اطلع عليه بتاريخ 2016-07-12.
146. ↑  Jessica Robinson, "Bald Eagle: A Mighty Symbol, With A Not-So-Mighty Voice"; الإذاعة الوطنية العامة, July 2, 2012; accessed 2019.08.23. نسخة محفوظة 2021-05-19 على موقع واي باك مشين.
147. Dunning, Jr., J.B., ed. (1993). CRC Handbook of Avian Body Masses. CRC Press, Ann Arbor.
148. "ARKive- Bald Eagle video, photos and facts". ARKive.org- Images of Life on Earth. مؤرشف من الأصل في 2012-07-07. اطلع عليه بتاريخ 2012-07-20.
149. Dudley، Karen (1998). Bald Eagles. Raintree Steck-Vaughn Publishers. ص. 7. ISBN:978-0-8172-4571-9. مؤرشف من الأصل في 2021-03-08.
150. Linnaeus, Carolus (1766). Systema naturae per regna tria naturae, secundum classes, ordines, genera, species, cum characteribus, differentiis, synonymis, locis. Tomus I. Editio duodecima, reformata (باللاتينية). Holmiae. (Laurentii Salvii).
151. Wink، M (1996). "A mtDNA phylogeny of sea eagles (genus Haliaeetus) based on nucleotide sequences of the cytochrome b gene" (PDF). Biochemical Systematics and Ecology. ج. 24 ع. 7–8: 783–91. DOI:10.1016/S0305-1978(97)81217-3. مؤرشف (PDF) من الأصل في 2008-10-29. اطلع عليه بتاريخ 2008-11-07.
152. Folk, M. J. (1992). "Cooperative hunting of avian prey by a pair of Bald Eagles". Florida Field Naturalist. ج. 20: 110–12.
153. Andrew, J. M.؛ Mosher, J. A. (1982). "Bald Eagle nest site selection and nesting habitat in Maryland". Journal of Wildlife Management. ج. 46 ع. 2: 382–90. DOI:10.2307/3808650. JSTOR:3808650.
154. Wood, P. B.؛ Edwards, T. C.؛ Collopy, M. W. (1989). "Characteristics of Bald Eagle nesting habitat in Florida". Journal of Wildlife Management. ج. 53 ع. 2: 441–449. DOI:10.2307/3801148. JSTOR:3801148.
155. "Ross Island FAQ" (PDF). Willamette Riverkeeper website. Willamette Riverkeeper. 2009. مؤرشف من الأصل (PDF) في 2010-07-05. اطلع عليه بتاريخ 2009-11-07.
156. "Bald eagles make nest in Heinz Wildlife Refuge". Delaware Daily Times website. Delaware Daily Times. 2010. مؤرشف من الأصل في 2012-09-05. اطلع عليه بتاريخ 2012-02-21.
157. Carlson، Jen (5 فبراير 2010). "Bald Eagle Spotted Near Fairway". Gothamist. مؤرشف من الأصل في 2010-03-11. اطلع عليه بتاريخ 2010-03-20.
158. "Bald Eagle Facts and Information". Eagles.org. 28 يونيو 2007. مؤرشف من الأصل في 2008-07-30. اطلع عليه بتاريخ 2009-03-03.
159. "Bald Eagle: Life History and Habitat". myfwc.com. 28 أبريل 2009. مؤرشف من الأصل في 2021-05-01. اطلع عليه بتاريخ 2012-10-13.
160. Brown, B. T.؛ Warren, P. L.؛ Anderson, L. S. (1987). "First Bald Eagle nesting record from Sonora, Mexico". Wilson Bulletin. ج. 99: 279–80. مؤرشف من الأصل في 2021-04-30.
161. Gilbert, S.؛ Tomassoni, P.؛ Kramer, P. A. (1981). "History of captive management and breeding of Bald Eagles". International Zoo Yearbook. ج. 21: 101–09. DOI:10.1111/j.1748-1090.1981.tb01959.x.
162. McCollough, M. A.؛ Todd, C. S.؛ Owen R. B. Jr. (1994). "Supplemental feeding program for wintering Bald Eagles in Maine". Wildlife Society Bulletin. ج. 22 ع. 2: 147–54. DOI:10.1016/0006-3207(96)83230-7. JSTOR:3783240.
163. Stalmaster، M. V.؛ Plettner، R. G. (1992). "Diets and foraging effectiveness of Bald Eagles during extreme winter weather in Nebraska". Journal of Wildlife Management. ج. 56 ع. 2: 355–67. DOI:10.2307/3808835. JSTOR:3808835.
164. Broley، C. L. (1947). "Migration and nesting of Florida bald eagles". Wilson Bulletin. ج. 59 ع. 1: 3–20. JSTOR:4157540. مؤرشف من الأصل في 2021-04-30.
165. Vlietstra, L. S.؛ Paruk, J. A. (1997). "Predation attempts on incubating Common Loons, Gavia immer, and the significance of shoreline nesting". Canadian Field-Naturalist. ج. 111: 654–55.
166. Stalmaster، M. V.؛ Gessaman، J. A. (1984). "Ecological energetics and foraging behavior of overwintering Bald Eagles". Ecological Monographs. ج. 54 ع. 4: 407–28. DOI:10.2307/1942594. JSTOR:1942594.
167. Evans, R. M. and F. L. Knopf. (1993). "American White Pelican (Pelecanus erythrorhynchos)". In: A. Poole and F. Gill, (eds.), The Birds of North America, No. 57. Philadelphia: The Academy of Natural Sciences; Washington D.C.: The American Ornithologists Union.
168. Watt, J.؛ Krausse, B.؛ Tinker, T. M. (1995). "Bald Eagle kleptoparasitizing sea otters at Amchitka Island, Alaska". Condor. ج. 87 ع. 2: 588–90. DOI:10.2307/1369047. JSTOR:1369047. مؤرشف من الأصل في 2021-03-09.
169. Jorde، D.G. (1998). "Kleptoparasitism by Bald Eagles wintering in South-Central Nebraska". Journal of Field Ornithology. ج. 59 ع. 2: 183–88. مؤرشف من الأصل في 2021-04-30.
170. Dekker, Dick؛ Out, Marinde؛ Tabak, Miechel؛ Ydenberg, Ronald (2012). "The Effect of Kleptoparasitic Bald Eagles and Gyrfalcons on the Kill Rate of Peregrine Falcons Hunting Dunlins Wintering in British Columbia". Condor. ج. 114 ع. 2: 290–294. DOI:10.1525/cond.2012.110110. JSTOR:10.1525/cond.2012.110110. S2CID:12386389.
171. "San Diego Zoo's Animal Bytes: Bald Eagle". Sandiegozoo.org. مؤرشف من الأصل في 2009-02-01. اطلع عليه بتاريخ 2009-03-03.
172. Retfalvi, L. (1970). "Food of nesting Bald Eagles on San Juan Island, Washington". Condor. ج. 72 ع. 3: 358–61. DOI:10.2307/1366014. JSTOR:1366014.
173. Bowman, T. D.؛ Schempf, P. F.؛ Bernatowicz, J. A. (1995). "Bald Eagle survival and populations dynamics in Alaska after the Exxon Valdez oil spill". Journal of Wildlife Management. ج. 59 ع. 2: 317–24. DOI:10.2307/3808945. JSTOR:3808945. مؤرشف من الأصل في 2021-04-27.
174. Fraser, J. D. (1985). "The impact of human activities on Bald Eagle populations-a review". pp. 68–84 in The Bald Eagle in Canada. (Gerrard, J. M. and T. M. Ingram, Eds.) White Horse Plains Publishers Headingley, Manitoba.
175. Buehler, D. A.؛ Fraser, J. D.؛ Seegar, J. K. D.؛ Therres, G. D.؛ Byrd, M. A. (1991). "Survival rates and population dynamics of Bald Eagles on Chesapeake Bay". Journal of Wildlife Management. ج. 55 ع. 4: 608–13. DOI:10.2307/3809506. JSTOR:3809506.
176. Sprunt, A.؛ Ligas, F. J. (1964). "Excerpts from convention addresses on the 1963 Bald Eagle report". Audubon. ج. 66: 45–47.
177. Mckelvey, R. W.؛ Smith, D. W. (1979). "A black bear in a Bald Eagle nest". Murrelet. ج. 60: 106.
178. Nash، C.؛ Pruett-Jones، M.؛ Allen، G. T. (1980). "The San Juan Islands Bald Eagle nesting survey". في Knight، R. L.؛ Allen، G. T.؛ Stalmaster، M. V.؛ Servheen، C. W. (المحررون). Proceedings of Washington Bald Eagle symposium. Seattle, WA: The Nature Conservancy. ص. 105–15.
179. Gerrard, J. M. and Bortolotti, G. R. (1988). The Bald Eagle: haunts and habits of a wilderness monarch. Smithsonian Institution Press, Washington, D.C. نسخة محفوظة 8 مارس 2021 على موقع واي باك مشين.
180. Mabie، D. W.؛ Todd، M. T.؛ Reid، D. H. (1994). "Dispersal of Bald Eagles fledged in Texas" (PDF). J. Raptor Res. ج. 28 ع. 4: 213–19. مؤرشف من الأصل (PDF) في 2021-04-29.
181. Doyle, F. I. (1995). "Bald Eagle, Haliaeetus leucocephalus, and Northern Goshawk, Accipiter gentilis, nests apparently preyed upon by a wolverine(s), Gulo gulo, in the southwestern Yukon Territory". Canadian Field-Naturalist. ج. 109: 115–16.
182. Brown، Leslie (1976). Birds of Prey: Their biology and ecology. Hamlyn. ص. 226. ISBN:978-0-600-31306-9. مؤرشف من الأصل في 2022-06-16.
183. "Bald Eagle Facts and Information". American eagle foundation. مؤرشف من الأصل في 2007-12-06. اطلع عليه بتاريخ 2008-01-03.
184. Bent, A. C. 1937. Life histories of North American birds of prey, Part 1. U.S. National Museum Bulletin 167.
185. Milloy، Steven (6 يوليو 2006). "Bald Eagle". Fox News. مؤرشف من الأصل في 2008-01-18. اطلع عليه بتاريخ 2008-01-03.
186. Maestrelli، John R. (مارس 1975). "Breeding Bald Eagles in Captivity". The Wilson Bulletin. ج. 87 ع. I: 45–53. مؤرشف من الأصل في 2021-04-30.
187. "Fish and Wildlife Conservation Act, 1997". Ministry of Attorney General. مؤرشف من الأصل في 2021-04-28. اطلع عليه بتاريخ 2007-11-07.
188. Lawrence, Elizabeth Atwood. "The Symbolic Role of Animals in the Plains Indian Sun Dance". University of Washington Press. مؤرشف من الأصل في 2007-07-16. اطلع عليه بتاريخ 2007-08-23.
189. DeMeo، Antonia M. (1995). "Access to Eagles and Eagle Parts: Environmental Protection v. Native American Free Exercise of Religion". Hastings Constitutional Law Quarterly. ج. 22 ع. 3: 771–813. مؤرشف من الأصل في 2007-09-28. اطلع عليه بتاريخ 2007-08-22.
190. Boradiansky، Tina S. (1990). "Conflicting Values: The Religious Killing of Federally Protected Wildlife". University of New Mexico School of Law. مؤرشف من الأصل في 2007-08-07. اطلع عليه بتاريخ 2007-08-23.
191. Lawrence، E.A. (1990). "Symbol of a Nation: The Bald Eagle in American Culture". The Journal of American Culture. ج. 13 ع. 1: 63–69. DOI:10.1111/j.1542-734X.1990.1301_63.x. مؤرشف من الأصل في 2022-04-12.

### قراءة معمقة
- Beans، Bruce E. (1996). Eagle's Plume: The Struggle to Preserve the Life and Haunts of America's Bald Eagle. New York: Scribner. ISBN:978-0-684-80696-9. OCLC:35029744. مؤرشف من الأصل في 2021-03-08.
- Gerrard، Jonathan M.؛ Bortolotti, Gary R. (1988). The Bald Eagle: Haunts and Habits of a Wilderness Monarch. Washington, DC: Smithsonian Institution Press. ISBN:978-0-87474-451-4. OCLC:16801779. مؤرشف من الأصل في 2021-03-08.
- Isaacson، Philip M. (1975). The American Eagle (ط. 1st). Boston, MA: New York Graphic Society. ISBN:978-0-8212-0612-6. OCLC:1366058. مؤرشف من الأصل في 2021-08-19.
- Knight، Richard L.؛ Gutzwiller, Kevin J. (1995). Wildlife and Recreationists: Coexistence through Management and Research. Washington, DC: Island Press. ISBN:978-1-55963-257-7. OCLC:30893485.
- Laycock، George (1973). Autumn of the Eagle. New York: Scribner. ISBN:978-0-684-13413-0. OCLC:754345. مؤرشف من الأصل في 2021-08-18.
- Petersen، Shannon (2002). Acting for Endangered Species: The Statutory Ark. Lawrence: University Press of Kansas. ISBN:978-0-7006-1172-0. OCLC:48477567.
- Spencer، Donald A. (1976). Wintering of the Migrant Bald Eagle in the Lower 48 States. Washington, DC: National Agricultural Chemicals Association. OCLC:2985418.
- Temple، Stanley A. (1978). Endangered Birds: Management Techniques for Preserving Threatened Species. Madison: University of Wisconsin Press. ISBN:978-0-299-07520-0. OCLC:3750666. مؤرشف من الأصل في 2021-08-17.

### للاستزادة
- Grant, Peter J. (1988) "The Co. Kerry Bald Eagle" Twitching 1(12): 379–80 – describes plumage differences between bald eagle and white-tailed eagle in juveniles

## وصلات خارجية

### مواقع ويب
- مركز العُقاب الوطني
- مؤسسة العُقاب الرخماء الأمريكية
- معلومات عن عُقاب الرخماء نسخة محفوظة 16 يناير 2009 على موقع واي باك مشين.
- صوت العُقاب الرخماء – متحف فلوريدا للتاريخ الطبيعي

### مقاطع فيديو
- "وسائط عن العُقاب الرخماء". إنترنت بيرد كوليكشن.
- معرض الصور عن العُقاب الرخماء على فيريو (جامعة دركسل)

- دليلٌ حقلي للصور على فليكر
- ما يزيد عن مائة عُقاب رخماء نسخة محفوظة 23 نوفمبر 2017 على موقع واي باك مشين.